# KZ Dachau
Koordinaten: 48° 16′ 13″ N, 11° 28′ 5″ O

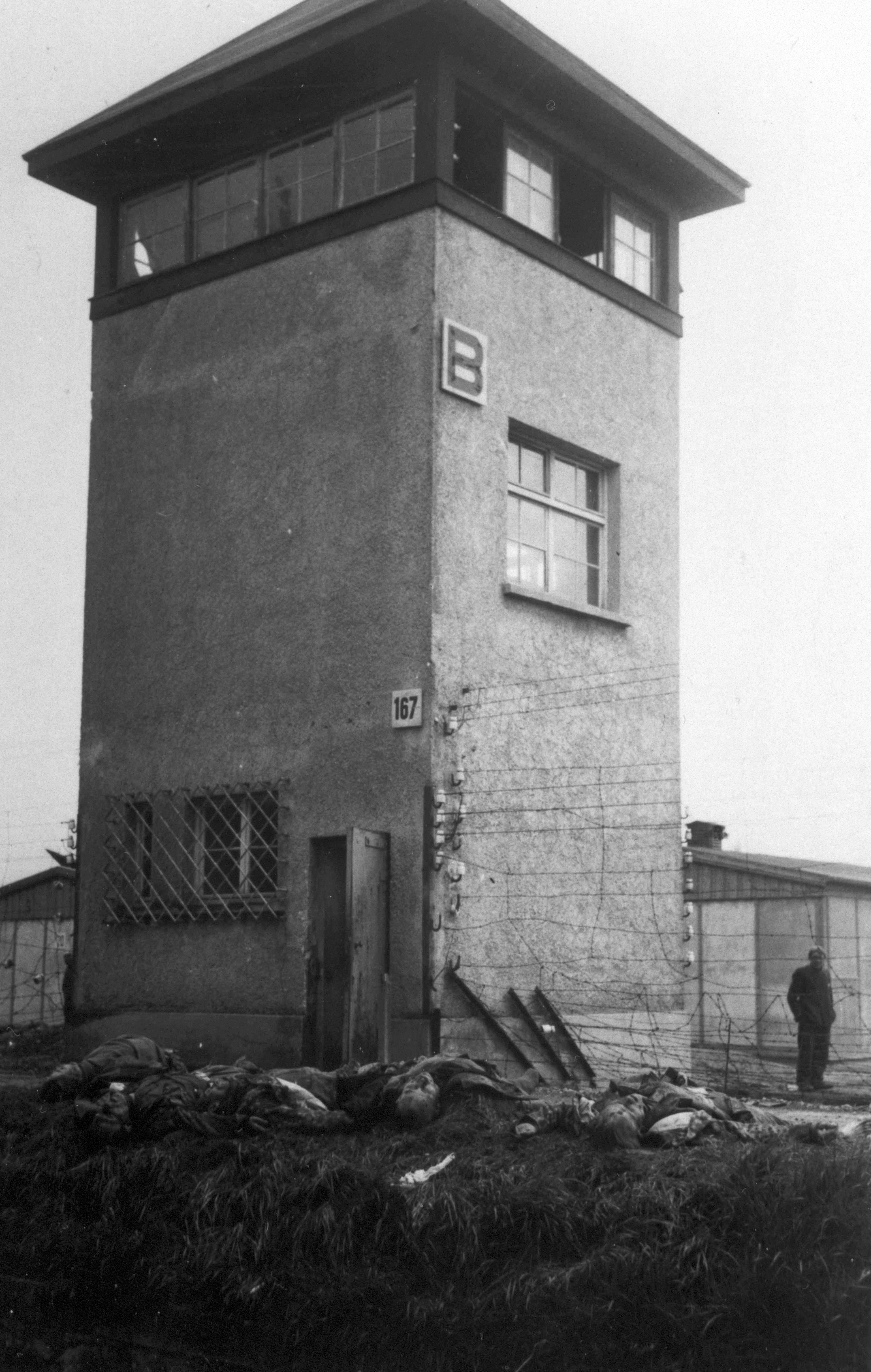
Wachturm B des KZ Dachau (April 1945)

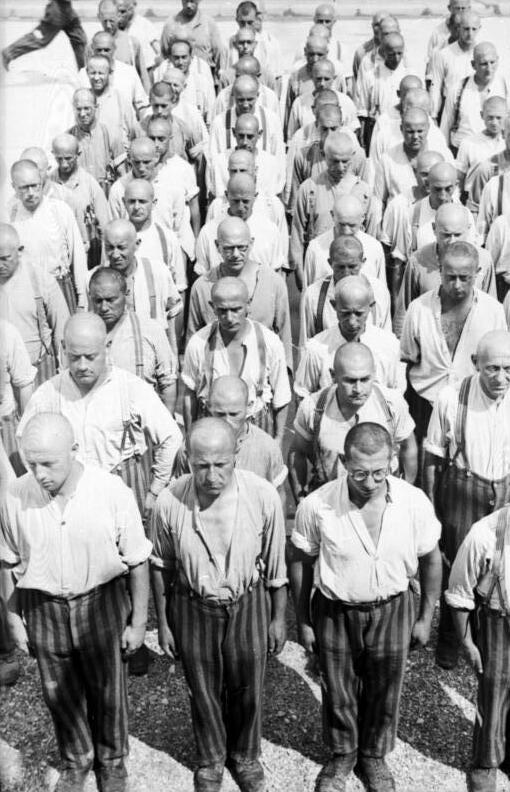
Propagandafoto: KZ Dachau, Häftlinge beim Appell (28. Juni 1938). Aufnahme von Friedrich Bauer

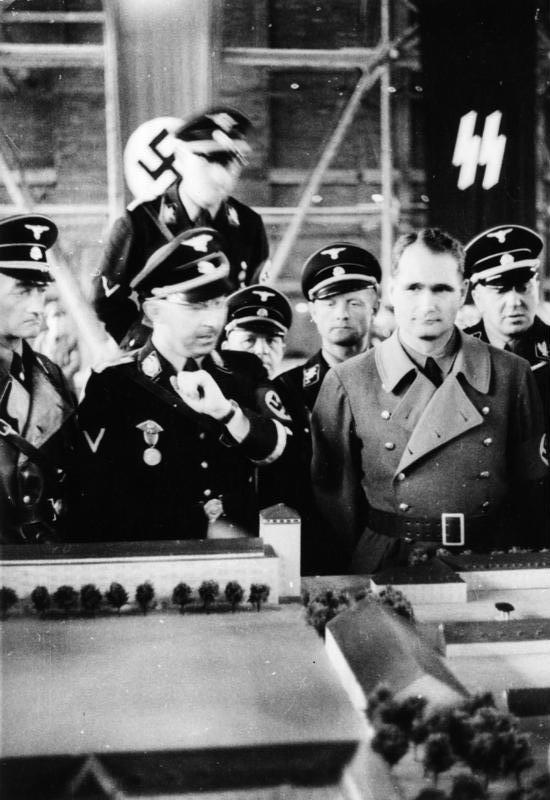
Propagandafoto: Heinrich Himmler (2. von links) und – neben ihm – Rudolf Heß (2. von rechts) bei einer Lagerinspektion (1936)

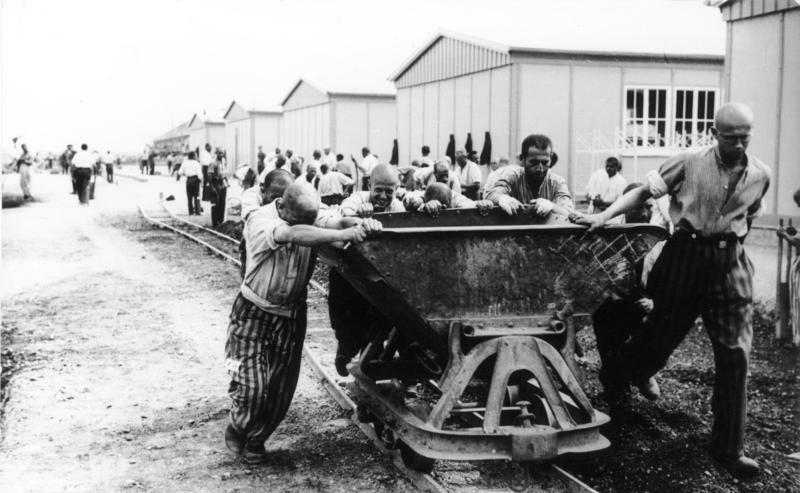
KZ-Häftlinge bei der Zwangsarbeit im Lager (Schieben von Loren) (20. Juli 1938)

Die Abkürzung KZ Dachau steht für das Konzentrationslager Dachau bei München, auch in der in der NS-Zeit benutzten Form K.L. Dachau oder KL Dachau. Dieses NS-Konzentrationslager bestand vom 22. März 1933 bis zur Befreiung der Gefangenen durch Soldaten der 7. US-Armee am 29. April 1945 (Befreiung des Konzentrationslagers Dachau). Das deutsche nationalsozialistische Regime eröffnete es rund acht Wochen nachdem Adolf Hitler zum Reichskanzler ernannt worden war und das NS-Regime die Macht übernommen hatte. Das KZ Dachau war eines der ersten derartigen dauerhaft betriebenen Lager. Heinrich Himmler (damals Polizeipräsident von München, seit 1929 Reichsleiter SS und seit 1934 Reichsführer SS) nutzte es als "Münchner Modell" für viele weitere Konzentrationslager. Es wurde 1937 umgebaut und erweitert. Es war zwölf Jahre durchgehend als Werkzeug des NS-Terrors gegen die Bevölkerung in Betrieb, doppelt so lange wie viele der anderen deutschen Konzentrationslager. Unmittelbar nach der Befreiung wurden die Zustände im Lager durch Filmaufnahmen dokumentiert. Dadurch wurde das KZ Dachau weltweit bekannt.
Das Gelände liegt ungefähr 20 Kilometer nordwestlich von München. Zunächst diente das Lager der Inhaftierung von politischen Gegnern des Nationalsozialismus. Himmler ließ es östlich der Stadt Dachau auf dem Gelände einer ehemaligen Munitionsfabrik bauen. Es diente – vor allem in seinen Anfangsjahren, als das NS-Regime seine Macht festigte – zur Inhaftierung und zur Einschüchterung politisch Andersdenkender.
Nach der Zerschlagung der SA 1934, die von der Propagandalüge eines drohenden „Röhm-Putsches“ begleitet wurde, ließ Himmler die Vergrößerung des KZ Dachau planen. 1937 begannen die Bauarbeiten für den neuen Häftlingsbereich, der an die ehemalige Munitionsfabrik anschloss. Organisation und räumlicher Aufbau waren später eine Vorlage für neue KZ im Reichsgebiet. Das NS-Regime präsentierte es propagandistisch als „Vorzeigelager“, beispielsweise mittels beschönigender Fotografien.
Dachau war Ausbildungsort für KZ-Wachmannschaften und SS-Führer, die nach Beginn des Zweiten Weltkriegs auch in Vernichtungslagern eingesetzt wurden. Das KZ Dachau war kein Vernichtungslager; allerdings wurden in keinem anderen KZ so viele politische Morde verübt.
Nach der Reichspogromnacht inhaftierte die SS verstärkt auch Juden und andere Verfolgte. Nach Beginn des Zweiten Weltkrieges wurden auch Menschen aus besetzten Gebieten Europas im KZ Dachau inhaftiert. Es entwickelte sich zur Keimzelle für neue KZ und nahm mehrere Sonderstellungen ein: Das Lager war der erste Ort im Deutschen Reich, an dem einem SS-Lagerkommandanten die alleinige Gerichtsbarkeit zugeteilt wurde und geltendes Recht erfolgreich außer Kraft gesetzt wurde. Die SS schuf einen „Staat im Staate“. Haft und Ermordung politischer Gegner waren dem Zugriff der Justiz entzogen.
Von den insgesamt mindestens 161.896 Häftlingen starben etwa 41.500, wovon alleine im KZ-Außenlagerkomplex Kaufering etwa 14.500 zwischen Juni 1944 und April 1945, starben. Zusätzlich deportierte die SS häufig Häftlinge in andere Lager mit härteren Bedingungen oder gar in die Vernichtungslager im Osten.
Seit 1965 befindet sich auf dem Gelände die KZ-Gedenkstätte Dachau, die z. B. im Jahr 2019 von 900.000 Menschen besucht wurde.

## Entstehung

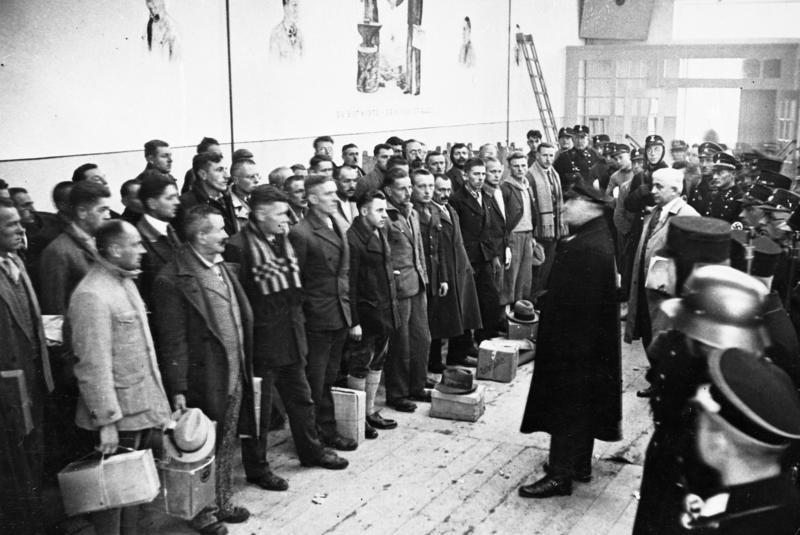
Propaganda-Aufnahme: Entlassung von Häftlingen im Zuge einer „Gnadenaktion“ zu Weihnachten (1933)

Bereits in der Nacht des Reichstagsbrandes vom 27. Februar 1933 begannen die Nationalsozialisten mit der Inhaftierung ihrer politischen Widersacher. Viele Reichstagsabgeordnete, Landtagsabgeordnete, Kommunisten, Sozialdemokraten, Gewerkschafter, Konservative, Liberale und Monarchisten wurden verhaftet.
Die Häftlinge wurden an verschiedenen Orten mit unterschiedlicher Zuständigkeit – Sturmabteilung (SA), SS, Innenministerien etc. – inhaftiert. Die Orte werden inzwischen als „wilde“ oder frühe Konzentrationslager bezeichnet; es waren meist improvisierte Haftstätten. Dachau war das einzige der frühen KZ, das nicht bis zum Beginn des Zweiten Weltkriegs wieder aufgelöst wurde. Heinrich Himmler ließ es systematisch ausbauen und nahm es als Vorbild für später gebaute KZs.

## Geschichte

### Politischer Terror 1933–1934

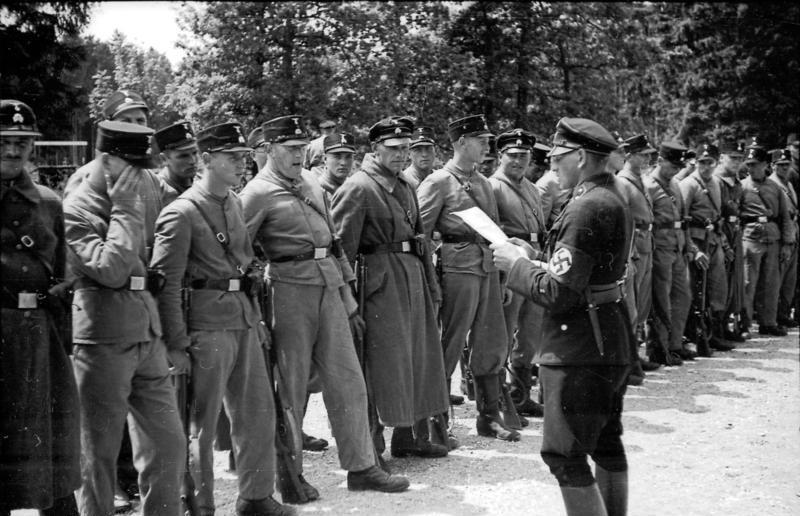
SS-Wachmannschaft (Mai 1933)

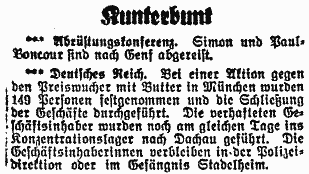
Zeitungsausschnitt aus den Dolomiten vom 22. Mai 1933, S. 2, mit der expliziten Nennung des Konzentrationslagers Dachau

Drei Wochen nach dem Reichstagsbrand entstand das Lager Dachau. Am 13. März 1933 veranlasste Himmler, seit einer Woche kommissarischer Polizeipräsident von München, die Errichtung eines politischen Konzentrationslagers bei Dachau und gab dies eine Woche später, am 20. März 1933, bei einer Pressekonferenz im Münchner Polizeipräsidium gegenüber Journalisten bayerischer Zeitungen bekannt.
Schon am 22. März wurden etwa 150 Häftlinge aus der Justizvollzugsanstalt Landsberg, der Strafanstalt Neudeck und der Strafanstalt Stadelheim auf das Gelände der stillgelegten Königlichen Pulver- und Munitionsfabrik Dachau gebracht, darunter der SPD-Politiker Thomas Wimmer und Martin Grünwiedl (KPD). Die Haftnummer eins erhielt der Kommunist Claus Bastian.
Bewacht wurden sie in den ersten Tagen von der Bayerischen Landespolizei.
Ab dem 11. April teilten sich Polizei und SS die Bewachung des Lagers; die SS war als Hilfspolizei eingesetzt. Am nächsten Tag wurden die ersten Morde begangen, an den Häftlingen Rudolf Benario, Ernst Goldmann und Arthur Kahn. Zahlreiche weitere Todesfälle folgten, beispielsweise Fritz Dressel, Wilhelm Aron, Sebastian Nefzger.
Im Mai 1933 gelang Hans Beimler (Reichstagsabgeordneter der KPD) die Flucht.
Beimler veröffentlichte kurz darauf in Prag die Broschüre Im Mörderlager Dachau. 
Der erste Lagerkommandant war Hilmar Wäckerle; er verfasste im Mai auf Anweisung von Himmler die erste vorläufige Lagerordnung. Laut dieser lag die Gerichtsbarkeit des Lagers allein beim Kommandanten. Er konnte sogar Häftlinge zum Tode verurteilen, sofern zwei von ihm ernannte SS-Wachen zustimmten. Gründe für Todesstrafe waren beispielsweise „tätlich werden gegen Lagerpersonal“, „gemeinsame Gehorsamsverweigerung“ oder Anstiftung dazu. Anfang Juni übernahm die SS die alleinige Bewachung. Ende Juni wurde Theodor Eicke Lagerkommandant.
Eicke zielte darauf ab, das Lager von Außenstehenden völlig abzuschotten. Selbst die Feuerwehr durfte das Gelände nicht betreten, um die Einhaltung der feuerpolizeilichen Vorschriften zu prüfen. Karl Wintersberger von der Münchner Staatsanwaltschaft ermittelte während dieser Zeit wegen der ersten drei Häftlingserschießungen in Dachau. Als nach wenigen Monaten sämtliche Verfahren eingestellt wurden, war das Konzentrationslager Dachau zum rechtsfreien Raum geworden.

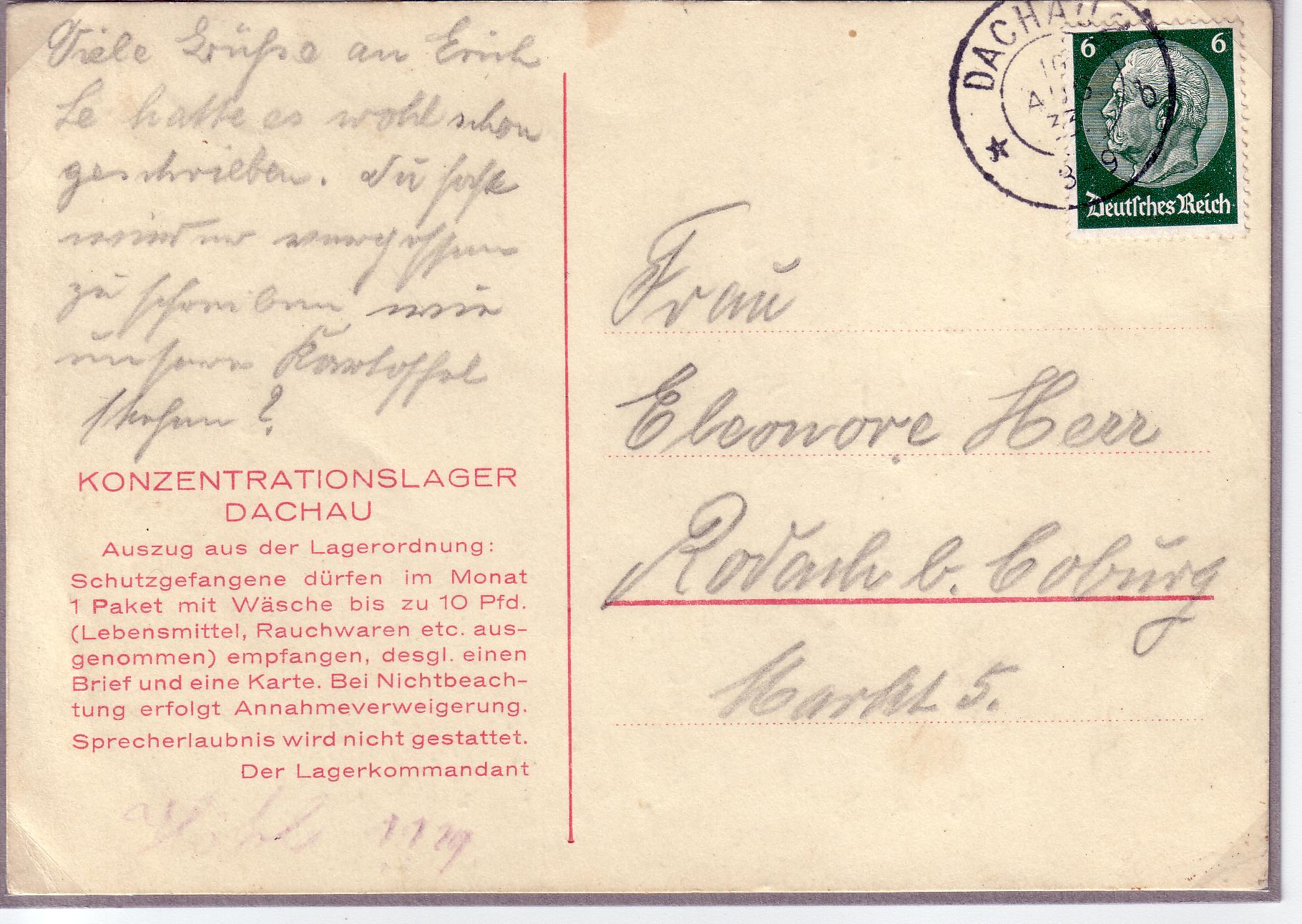
KZ-Häftlingspostkarte von August 1933

Beispielsweise waren Landtagsabgeordnete wie Alois Hundhammer (BVP) oder Reichstagsabgeordnete wie Ernst Heilmann und Friedrich Puchta (beide SPD) inhaftiert. Die zahlreichen Beispiele inhaftierter Politiker oder Aktivisten hatten auf die Öffentlichkeit eine einschüchternde Wirkung. Viele Dinge hatte die NSDAP bereits mit Hilfe von politischer Polizei und Justiz verwirklicht: den Einfluss von Gewerkschaften geschwächt, Parteien verboten oder aufgelöst, Länder und Gemeinden gleichgeschaltet, demokratische Verhältnisse abgeschafft. Rundfunk und Film wurden gesteuert.
Durch die Kontrolle bzw. Übernahme sämtlicher bestehender Vereine und Einschränkung der Redefreiheit hatte man ideologische Kontrolle über die Kommunikation im Volk bekommen. Neue Oppositionsbildung gestaltete sich schwierig. Zu dieser Zeit existierten im Reich mehr als hundert überwiegend kleine Konzentrationslager, in denen Oppositionelle in „Schutzhaft“ festgehalten wurden. Kaum jemand überblickte, wer inhaftiert war. Es unterlag der Willkür ehrgeiziger lokaler Nazis, jemanden zu verhaften oder wieder freizulassen. Bald kam es zu Reibereien in Fragen des Zuständigkeitsbereiches und zu Machtkämpfen. SA-Gruppenführer Schmid war zu dieser Zeit Sonderkommissar der Obersten SA-Führung bei der Regierung von Oberbayern. Er schrieb am 1. Juli 1933 einen Brandbrief an den Bayerischen Ministerpräsidenten Siebert:

„Die Autorität des Staates steht in Gefahr durch die allseitigen, unberechtigten Eingriffe politischer Funktionäre in das Räderwerk der normalen Verwaltung. Jeder NSBO-Mann, NSBO-Ortsgruppenleiter, NSBO-Kreisleiter (…) jeder politische Stützpunktleiter, Ortsgruppenleiter, politische Kreisleiter erlässt Verfügungen, die in die unteren Befehlsgewalten der Ministerien eingreifen, also in die Befehlsbefugnisse der Kreisregierungen, Bezirksämter, runter bis zur kleinsten Gendarmeriestation. Jeder verhaftet jeden (…), jeder droht jedem mit Dachau (…) Bis zur kleinsten Gendarmeriestation ist bei den besten und zuverlässigsten Beamten eine Instanzenunsicherheit eingetreten, die sich unbedingt verheerend und staatszerstörend auswirken muss.“

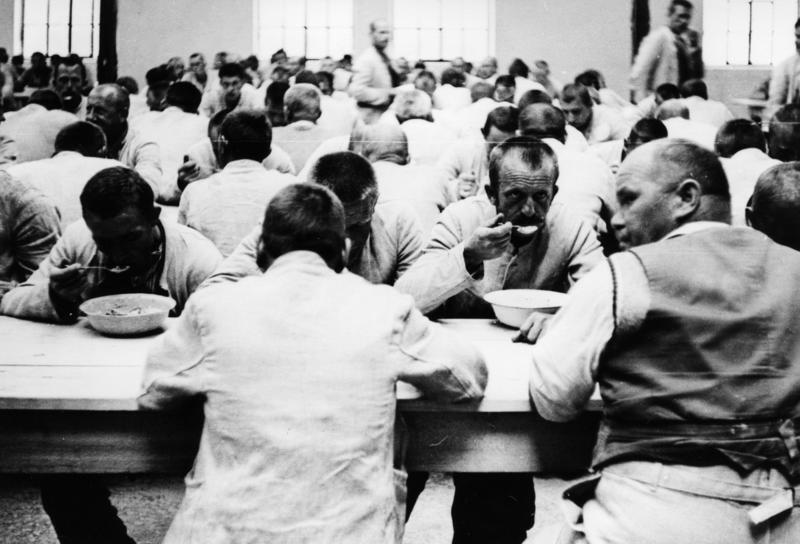
Häftlinge beim Essen (Mai 1933), Propaganda-Aufnahme von Friedrich Bauer

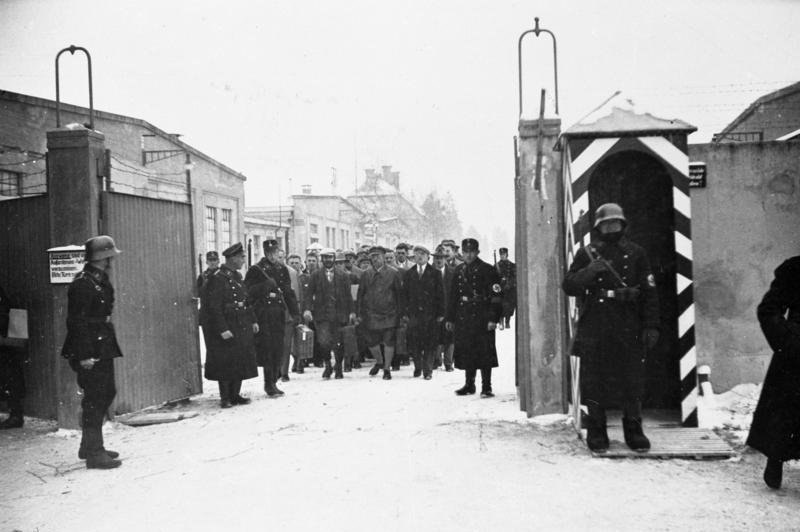
Propaganda-Aufnahme: Eine zur Entlassung kommende Gruppe von ca. 50 Häftlingen am Lagertor (Dezember 1933)

Am 16. Juli 1933 erschien in der Zeitschrift Münchner Illustrierte Presse ein propagandistischer Bericht über das Lager mit dem Untertitel Frühappell im Erziehungslager. Er zeigte als Titelbild ordentlich und sauber gekleidete Häftlinge (vgl. Abb.). Seit Juli erschien regelmäßig ein Pfarrer der Gemeinde Dachau und hielt sonntags einen Gottesdienst ab; durchschnittlich nahmen daran 20 Personen teil. Die Häftlinge trugen zu dieser Zeit noch ihre eigene Kleidung.
Die Lagerverpflegung bestand wochentags beispielsweise aus Ersatzkaffee, Brot, Eintopf; sonntags gab es zum Beispiel Suppe und ein Stück Schweinebraten mit Kartoffelsalat. Die Häftlinge erhielten vom eigenen oder zugesandten Geld monatlich bis zu 30 RM, von dem sie sich in der Kantine zu höheren Preisen Brot, Butter, Wurst oder Obst kaufen konnten. Im Herbst wurde eine Lagerbücherei errichtet; sie enthielt unter anderem Bücher von Karl May und auch Hitlers Mein Kampf. Durch die Bekanntmachung dieser anfänglichen Lebensbedingungen bekämpfte die SS die sogenannte Gräuelpropaganda des Auslands; auch wandelten sich die Lebensbedingungen des Lagers innerhalb der zwölf Jahre.
Am 1. Oktober 1933 legte Eicke die zweite Lagerordnung vor, die wesentlich schärfer gehalten war als die vorherige. Ebenso führte er die Postenpflicht ein, in der Schreckschüsse untersagt waren, sofort scharf geschossen werden sollte. Das Lager Dachau wurde ein „Staat im Staat“: ein nach außen abgegrenzter Ort mit eigenen Gesetzen und drohender Todesstrafe.
Am 20. Oktober 1933 wurde eine Entlassungssperre angeordnet, sie dauerte zwei Monate an. Im November 1933 konnten Lagerinsassen an der Reichstagswahl teilnehmen. Bei einer Weihnachts-Amnestie wurden am 9. Dezember 400 Häftlinge entlassen, was im durchschnittlichen Vergleich aufgrund der vorherigen Entlassungssperre eine niedrige Zahl war. Eine weitere Amnestie erfolgte zum Jahrestag der nationalsozialistischen Machtübernahme in Bayern.
Das Lager Dachau war von Beginn an mit einer Kapazität von 5000 Personen geplant, was das Ausmaß der geplanten politischen Verfolgung verdeutlichte; eine Methode, die später auf andere Gruppen übertragen und radikalisiert wurde. Im Jahre 1933 kamen 4821 Personen in Haft, etwa die Hälfte wurde wieder entlassen, so dass am Jahresende noch 2425 inhaftiert waren.
Die entlassenen Häftlinge berichteten über das KZ. Langsam entwickelte sich das Lager zu einem Begriff, der Schrecken unter der Bevölkerung verbreitete und viele Andersdenkende von öffentlichen Äußerungen abhielt. Lange vor Kriegsausbruch kam das geflügelte Wort: „Lieber Gott, mach’ mich stumm, dass ich nicht nach Dachau kumm'!“ auf.

### Schließung von 48 Konzentrationslagern
Bis zum Januar 1934 war es dem SS-Führer Himmler gelungen, seinen Einfluss zu verstärken. Er war Kommandeur der Politischen Polizei fast sämtlicher deutscher Länder. SA-Führer Ernst Röhm galt zu dieser Zeit als zweitmächtigster Mann im Staat. Viele der frühen KZ kontrollierte die SA. Vor allem Göring und Frick wollten die Macht und Willkürherrschaft von SA und deren Tochterorganisation SS beenden. Die „Schutzhaft“ sollte eingeschränkt und die „wilden“ Konzentrationslager sollten aufgelöst werden. 34 Konzentrationslager wurden – teils durch bewaffneten Polizeieinsatz – bis zum Oktober 1933 geräumt; die Häftlinge wurden verlegt oder entlassen. Bis zum 9. Mai 1934 wurden weitere 14 „wilde“ Lager geschlossen. Im Deutschen Reich blieben vorerst nur noch vereinzelte Lager bestehen, Dachau war eines dieser wenigen.

### Entmachtung der SA

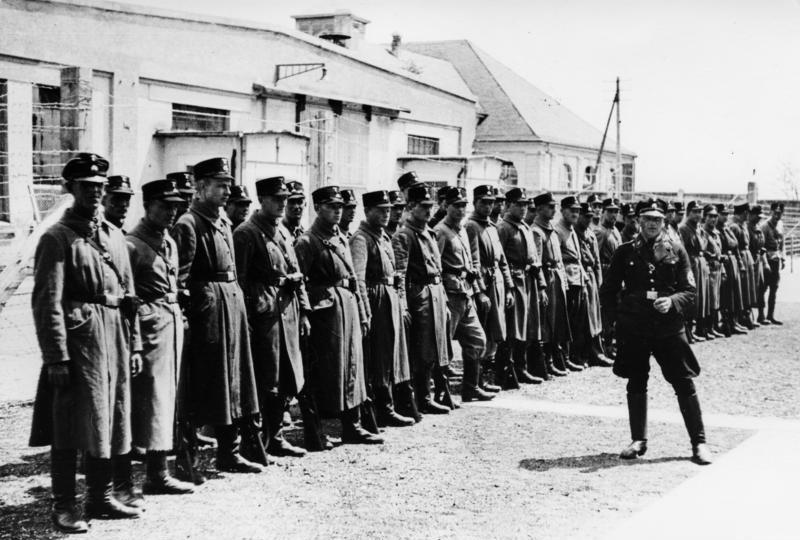
SS-Truppe

Himmlers SS, die in Konkurrenz zur SA stand, erreichte bis zum Ende Juni 1934 die Ermordung Röhms und die Entmachtung der SA. Um einen offiziellen Anlass vorweisen zu können und das Volk nicht gegen sich aufzubringen, ließ Hitler das Gerücht eines angeblich bevorstehenden Putsches durch den SA-Chef Röhm (Röhm-Putsch) verbreiten. Im Lager Dachau konnten die Häftlinge bereits am 29. Juni Vorbereitungen für die Hinrichtungen beobachten: Ein großer Teil der SS verließ das Lager, ihren Platz vertrat eine Einheit der Reichswehr. Die SS-Truppe kehrte zurück und exekutierte am 1. und 2. Juli im Lager 17 Personen: Mitglieder der riesigen Parteiarmee SA sowie Regimegegner, die nichts mit der SA zu tun hatten: Beispielsweise Fritz Gerlich, Bernhard Stempfle, Gustav von Kahr, der 1923 als Generalstaatskommissar den Hitlerputsch niedergeschlagen hatte, außerdem fünf Häftlinge des KZ Dachau, die im Bunker gesessen hatten.
Der Lagerkommandant Eicke, ehemaliges SA-Mitglied, erschoss Röhm im nahe gelegenen Gefängnis Stadelheim. Sechs Tage später ernannte ihn Himmler zum Inspekteur aller Konzentrationslager (IKL). Sein Nachfolger als Kommandant war ab 10. Dezember Heinrich Deubel.
Nach der Entmachtung der SA gelang es Göring später, durch Ämteranhäufung zum zweiten Mann im Staat aufzusteigen. Himmler bekam die Möglichkeit, seine SS von der SA abzukoppeln und als große Organisation aufzubauen. Bereits jene frühen, „wilden“ Konzentrationslager der SA waren im Volk gefürchtet. Allmählich ging die Regierung dazu über, „systematisch“ angelegte Lager, in denen angeblich Ordnung herrschte und die unter anderem als „Erziehungslager“ präsentiert wurden, errichten zu lassen.
Die SS, die anfangs nur das Lager Dachau kontrolliert und noch der SA unterstanden hatte, konnte in den Folgejahren neue KZ errichten, wie etwa Sachsenhausen (1936), Neuengamme (1938), Mauthausen (1938) und Auschwitz (1940).

### 1935
Etwa ab dem Jahr 1935 lieferte die Regierung verstärkt Personen ein, die aus Gefängnissen entlassen worden waren. Neben diesen Häftlingen wurden vereinzelt Sinti und Roma, Juden, Zeugen Jehovas und Homosexuelle inhaftiert, in größerer Anzahl trafen diese erst 1936 ein. Im September wurde mit den Nürnberger Rassengesetzen eine Rechtsgrundlage zur Verfolgung und Inhaftierung jüdischer Bürger erschaffen.

### Übergangszeit 1936–1938

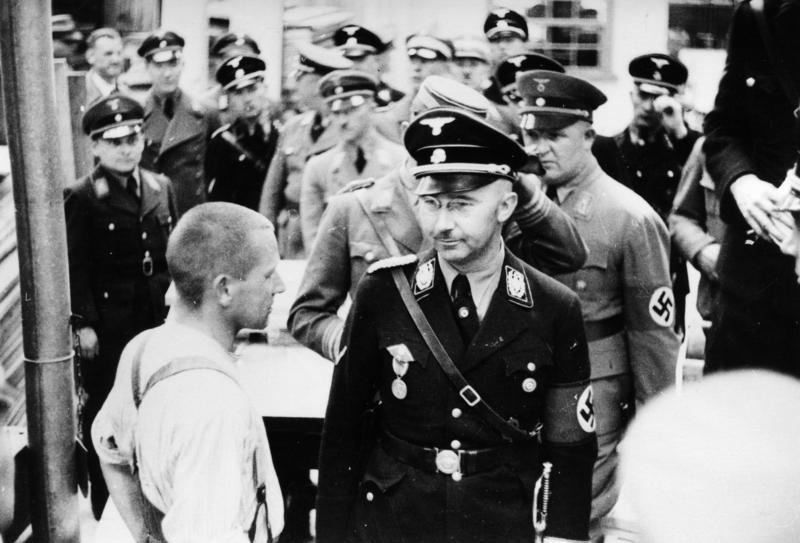
Propagandafoto: Himmler besichtigt das Konzentrationslager Dachau (1936)

Die Jahre 1936 bis 1938 stellten eine Übergangszeit dar. Der erste Schlag des politischen Terrors ebbte langsam ab. Das Regime hatte sich konsolidiert und befand sich nun in Kriegsvorbereitungen. Es hatte mit den Konzentrationslagern erfolgreich ein „Instrument des Terrors“ gefunden. Eine zweite Phase der Inhaftierung begann im Lager nach dem Beginn des Zweiten Weltkrieges und verstärkte sich in den Jahren 1942 und 1943.

#### 1936

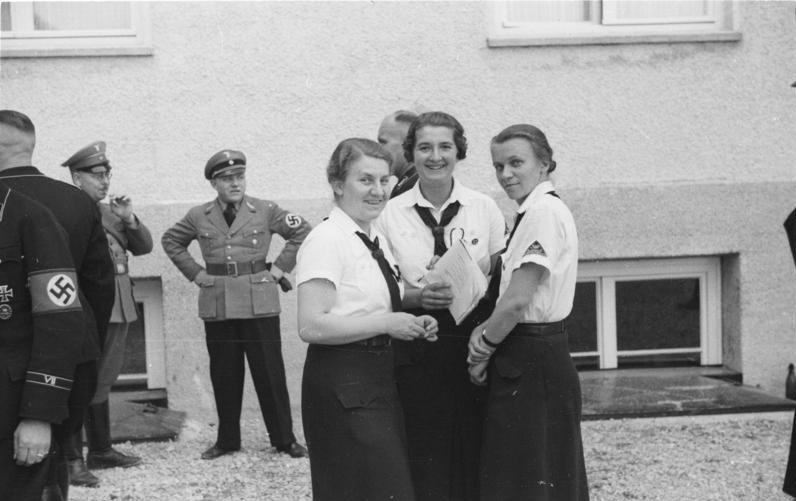
Propagandafoto und Propaganda-Aktion: BDM-Führerinnen zu Besuch im Lager (1936)

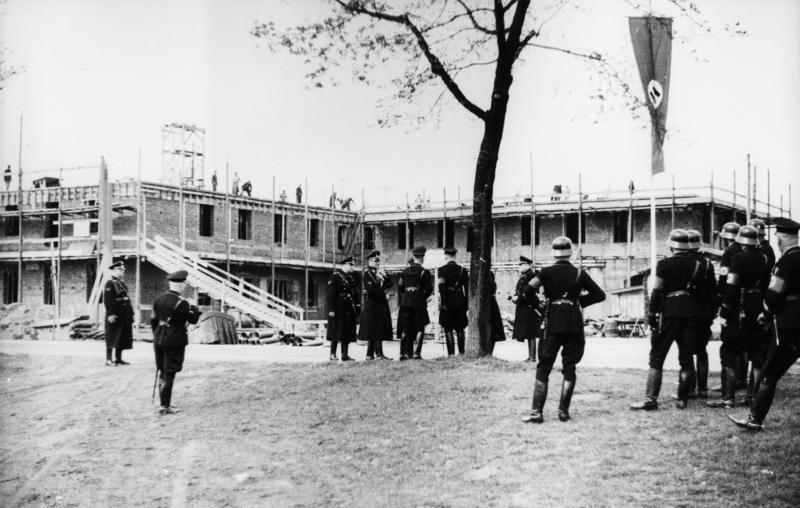
Propagandafoto: Bauarbeiten (1936)

Im März 1936 durften Lagerinsassen ein weiteres Mal an der Reichstagswahl teilnehmen. Hans Loritz stieg am 1. April zum Lagerkommandanten auf. Während die Häftlingskleidung zuvor mittels farbiger Punkte und Streifen den Grund der Haft angab, wurde unter Loritz ein neues Kennzeichnungssystem der Häftlingsgruppen eingeführt, ebenso die gestreifte Häftlingskleidung.
Im Februar fanden unweit von München die Olympischen Winterspiele 1936 statt sowie im August in Berlin die Sommerspiele. Das Regime präsentierte die Olympischen Spiele als Fest der Völker; sie wurden zu einem großen Propagandaerfolg für das „Dritte Reich“. Die Bayerische Politische Polizei gab 1936 – in Zusammenhang mit den vielen Touristen, die wegen der Olympischen Spiele erwartet wurden – Richtlinien zur Verhängung der „Schutzhaft“ heraus, bezüglich „Volksschädlingen“. Betroffen waren sogenannte „Bettler, Landstreicher, Zigeuner, Arbeitsscheue, Müßiggänger, Prostituierte, Gewohnheitstrinker, Raufbolde, Verkehrssünder, Querulanten, Psychopathen, Geisteskranke“. Frick erließ 1936 den Runderlass zur Bekämpfung der „Zigeunerplage“.
In der Schweiz veröffentlichte Julius Zerfaß das Buch Dachau – Eine Chronik unter dem schützenden Pseudonym Walter Hornung.
Die Lokalpresse Münchens berichtete bis Kriegsbeginn mehrfach über das KZ, meist mit höhnischem Unterton über politische Insassen und mit Warnung vor den „gefährlichen Bolschewiken“ (vgl. Weltbolschewismus). Ende des Jahres veröffentlichte der Illustrierte Beobachter einen Propagandabericht über das Lager Dachau.

#### 1937
Zu Jahresanfang begannen die Bauarbeiten für das größer geplante neue Häftlingsgelände. Neue Baracken wurden errichtet. Das neue Gelände maß 583 mal 278 Meter und schloss sich teilweise an das alte Lager, die ehemalige Munitionsfabrik, an. Es entstanden ein Appellplatz, Holzbaracken, ein Bunker mit 136 Zellen für Einzelhaft, ein Wirtschaftsgebäude mit Küche und weitere Gebäude. Die neuen Häftlingsunterkünfte entsprachen dem damaligen Stand von Reichskasernen. An der Ostseite des Lagers wurde der Boden kultiviert, um eine Heilkräuterplantage anzulegen (Projekt der Deutschen Versuchsanstalt für Ernährung und Verpflegung). Bis ins Jahr 1938 wurde das Gelände umgebaut und erweitert. 1937 verstarben 38 Personen im Lager.

#### 1938

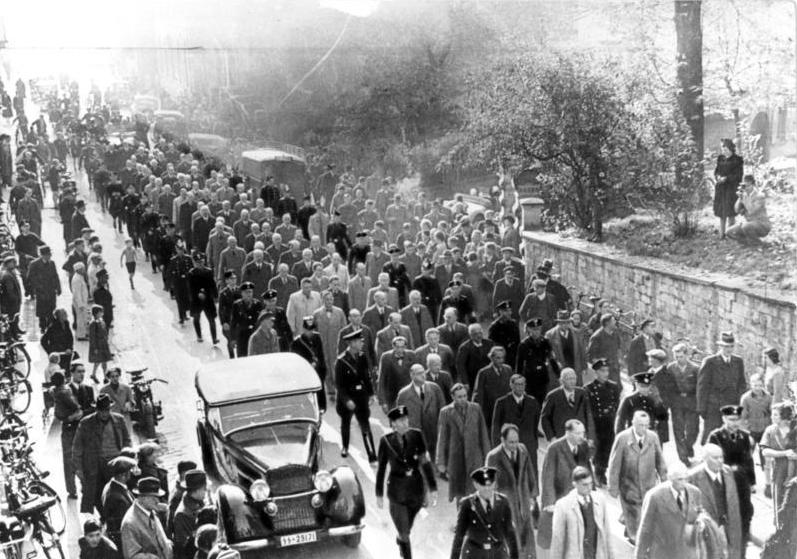
Propagandafoto: Nach dem Novemberpogrom wird eine Kolonne Juden zur sogenannten Schutzhaft ins KZ gebracht (Baden-Baden, November 1938)

Am 1. April 1938, drei Wochen nach dem Anschluss Österreichs, kamen mit dem sogenannten Prominententransport die ersten 151 Österreicher nach Dachau. Bei ihnen handelte es sich in erster Linie um medienwirksame Gegner verschiedener politischer Richtungen. Im selben Jahr entstand auch das Dachaulied. Im Juni erfolgte mit der Aktion „Arbeitsscheu Reich“ eine weitere Verhaftungswelle, die Personen mit „asozialem“ Verhalten betraf. Ausländische Journalisten und Vertreter internationaler humanitärer Organisationen waren bereits 1933 eingeladen worden, das Lager zu besichtigen.
Am 19. August schrieb Guillaume Favre, ein Mitglied des Internationalen Komitees des Roten Kreuzes, in einem Brief an Himmler: „Deshalb möchte ich hier nur hervorheben, daß alles, was ich zu sehen und hören bekam, ebenso in Bezug auf die Wohnverhältnisse, die materiellen und hygienischen Einrichtungen des Lagers, wie auch in Bezug auf die Behandlung, die Ernährung und die Arbeit der Inhaftierten, mir einen sehr günstigen Eindruck hinterlassen hat.“ Im Oktober trafen erste sudetendeutsche Häftlinge ein. Der Antisemitismus hatte stark zugenommen, und im Zuge der Reichspogromnacht wurden 10.911 Juden, davon 3700 aus Wien, in das Lager gebracht.
In einem noch in der Pogromnacht versandten Fernschreiben wies SS-Gruppenführer Reinhard Heydrich die StaPo an: „in allen Bezirken so viele Juden – insbesondere wohlhabende – festzunehmen, als in den vorhandenen Hafträumen untergebracht werden können“.

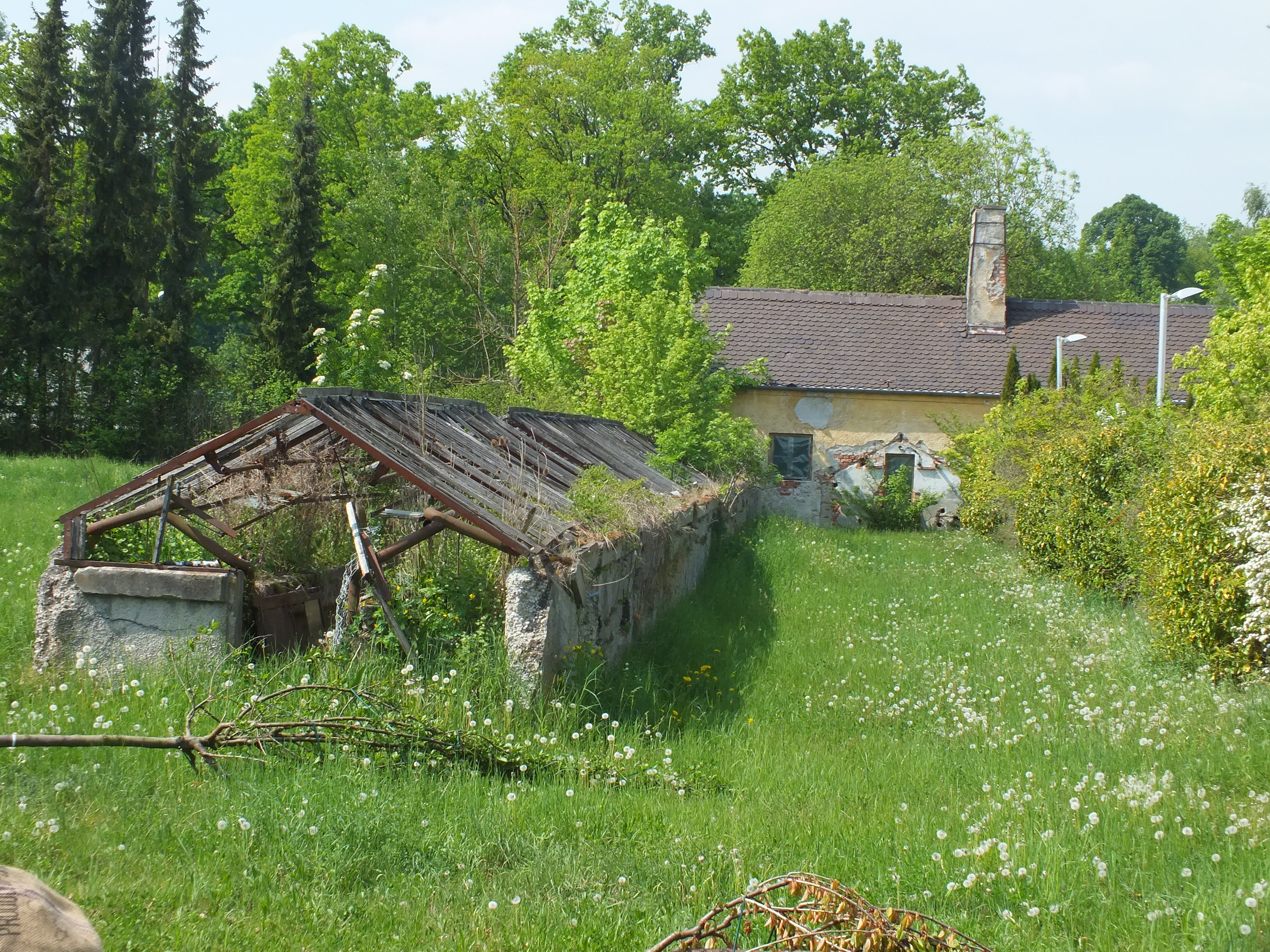
Verfallendes Gewächshaus im ehemaligen Kräutergarten Dachau

Diese jüdischen Häftlinge wurden bis zum Mai 1939 nach und nach entlassen. Durch Drohungen wurde auf sie und ihre Familien Druck ausgeübt, umgehend ihre Auswanderung in die Wege zu leiten und ihr Vermögen zu arisieren. In mehreren Fällen gelang es einzelnen Nationalsozialisten, den sogenannten „Aktionsjuden“ Häuser, Betriebe oder Vermögenswerte weit unter Wert abzupressen. Zu Weihnachten wurden mehrere Häftlinge öffentlich auf dem Appellplatz neben dem Weihnachtsbaum ausgepeitscht.
Von Mai 1938 bis 1942 errichteten KZ-Häftlinge im Auftrag der Deutschen Versuchsanstalt für Ernährung und Verpflegung unmittelbar neben dem Konzentrationslager einen „Kräutergarten“ als Versuchsanstalt zur Nutzung pflanzlicher Wirkstoffe und des organisch-dynamischen Landbaus.

#### 1939

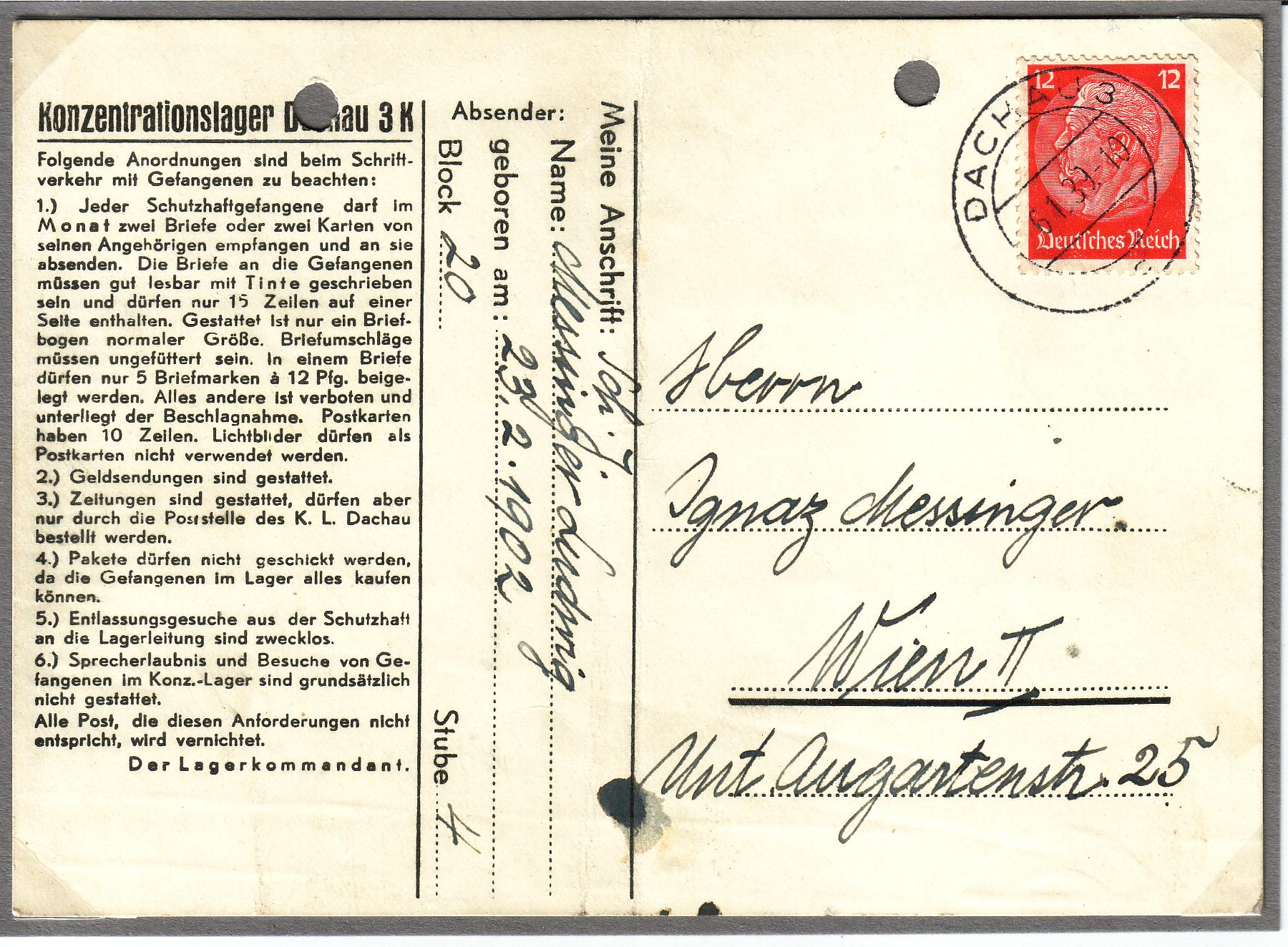
Häftlingspostkarten wurden von der SS auf ihren Inhalt kontrolliert und zensiert

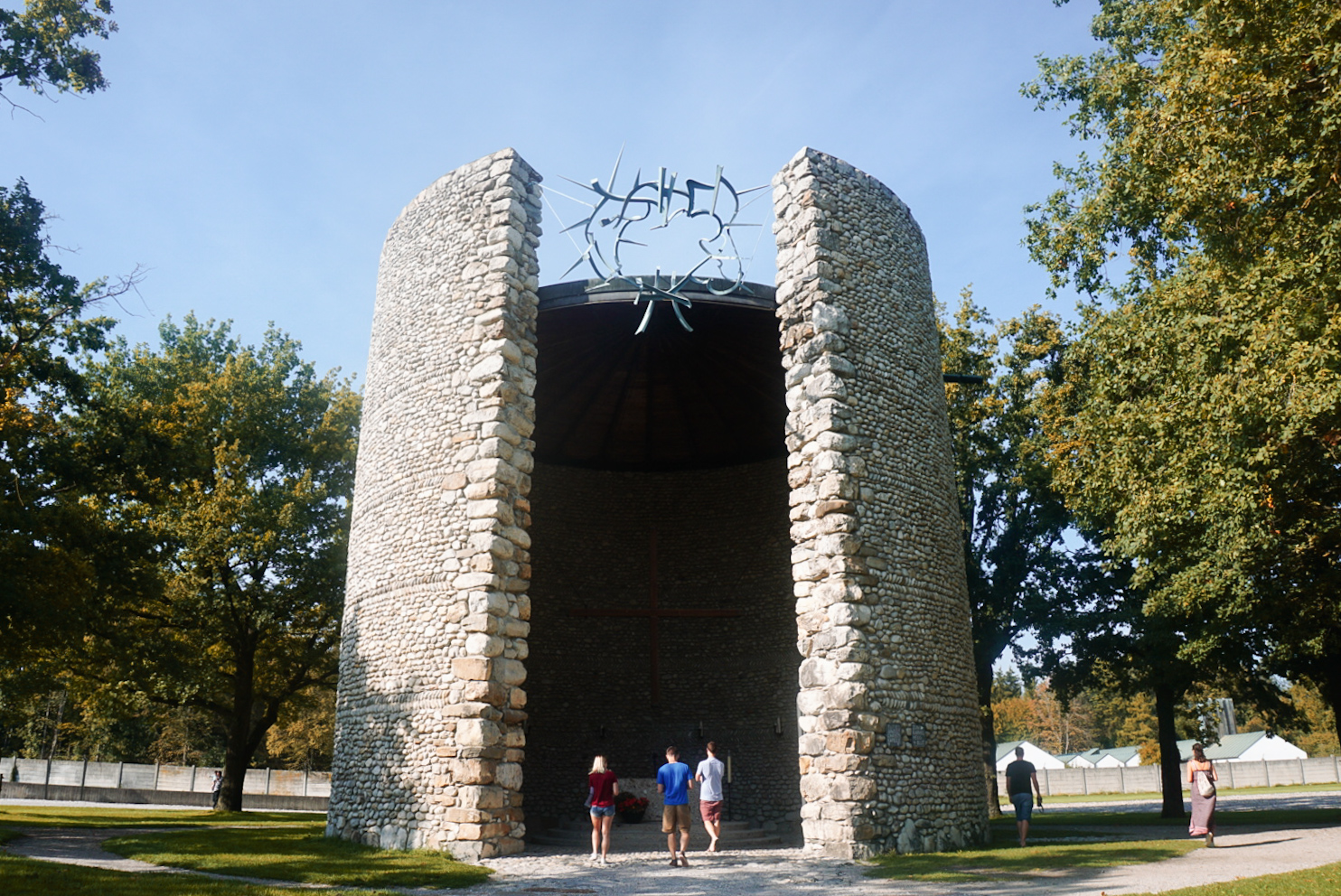
Katholische „Todesangst-Christi-Kapelle“

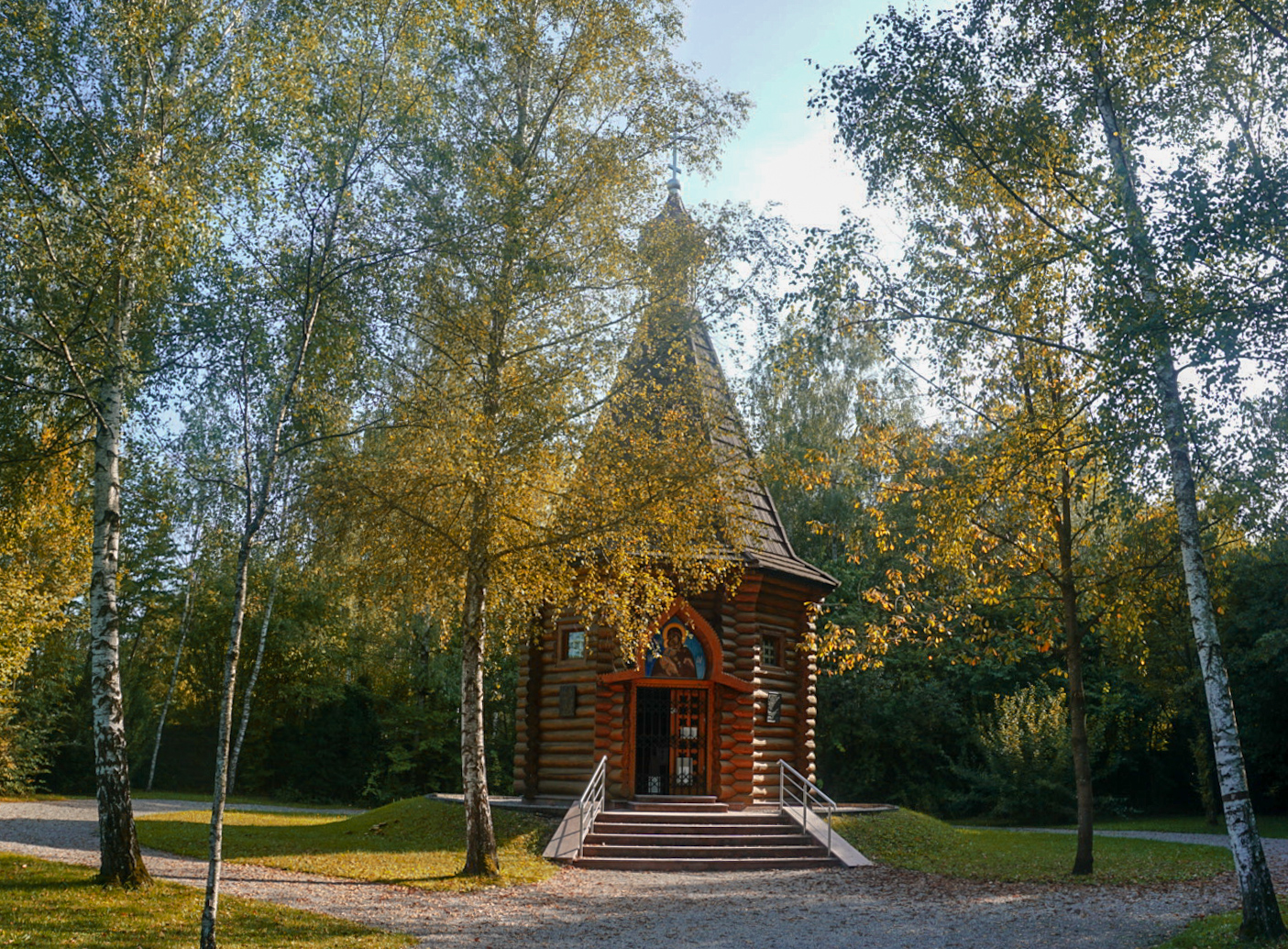
Russisch-orthodoxe Kirche „Auferstehung unseres Herrn“

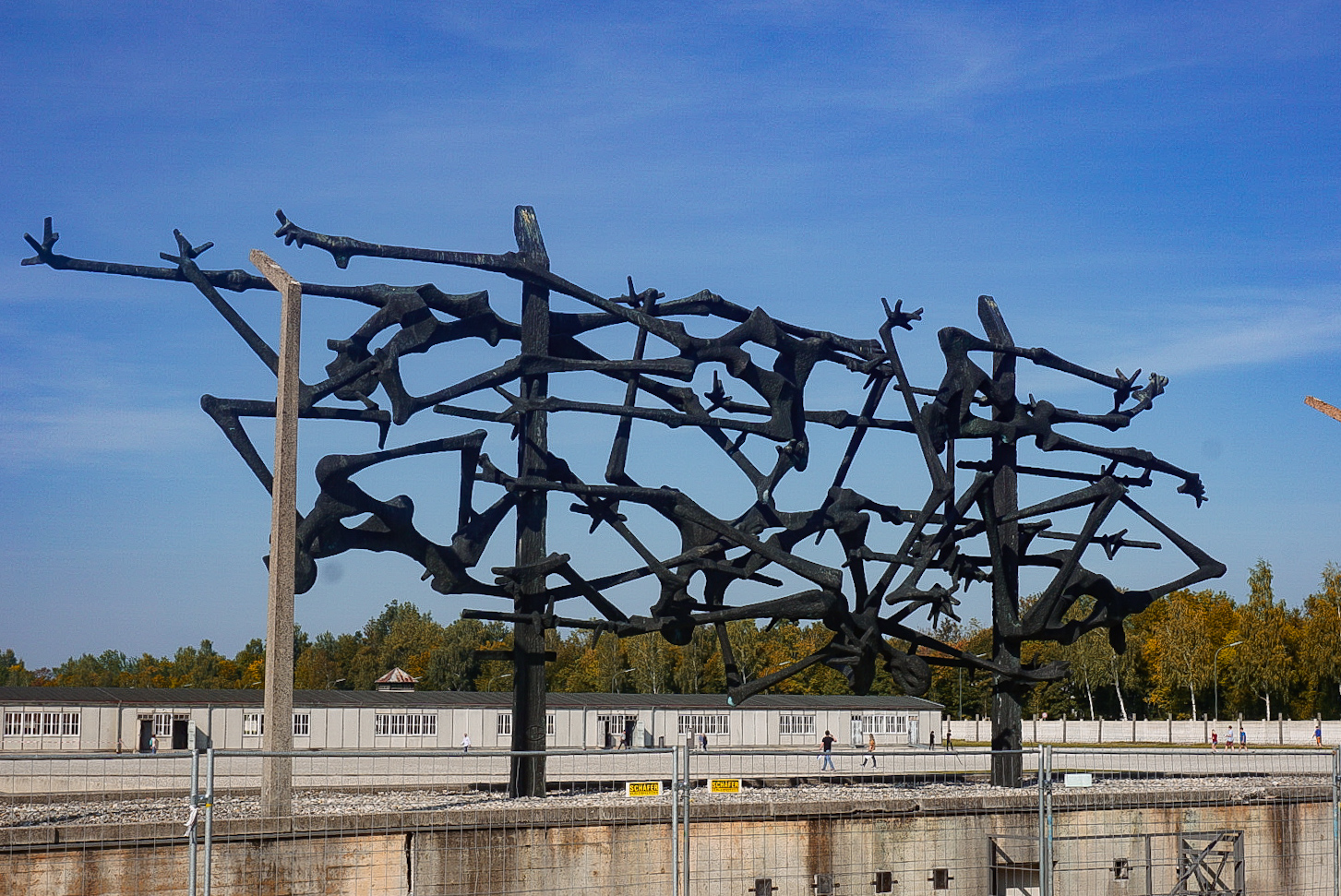
„Skelette im Stacheldraht“ Monument des jugoslawischen Bildhauers Nandor Glid, eines Juden, der die meisten seiner Angehörigen im KZ Auschwitz verlor

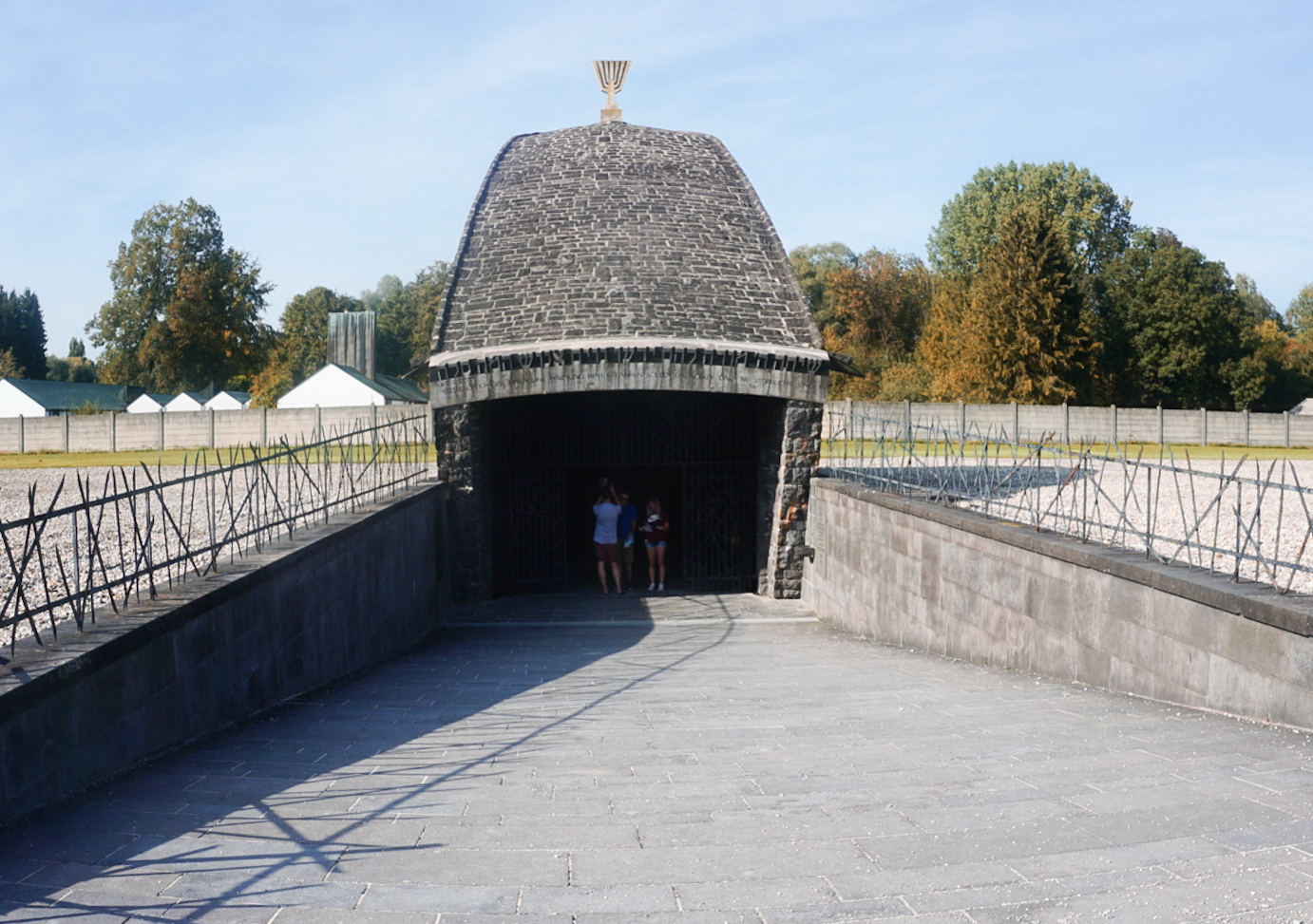
Jüdische Gedenkstätte

In der Nacht auf den 24. Januar gelang dem Maler Louis Übrig die Flucht. Als Pauschalstrafe ordnete die SS für die gesamte Lagerbelegschaft in eisiger Nachtkälte Strafstehen an, wobei es zu Todesfällen kam. Am 25. Januar 1939 wurde im Schreiben des Auswärtigen Amtes Berlin das Ziel der deutschen „Judenpolitik“ beschrieben und detailliert auf Mittel und Wege zu Auswanderung und Verbleib der Besitztümer hingewiesen. Zum Jahrestag des Anschlusses von Österreich amnestierte man einige österreichische Häftlinge. Einen Monat später fand zu Hitlers 50. Geburtstag eine „Jubelamnestie“ statt. In der zweiten Jahreshälfte 1939 wurden die Insassen des Judenblocks mehrmals mit Isolierung bestraft.

### Kriegsbeginn September 1939

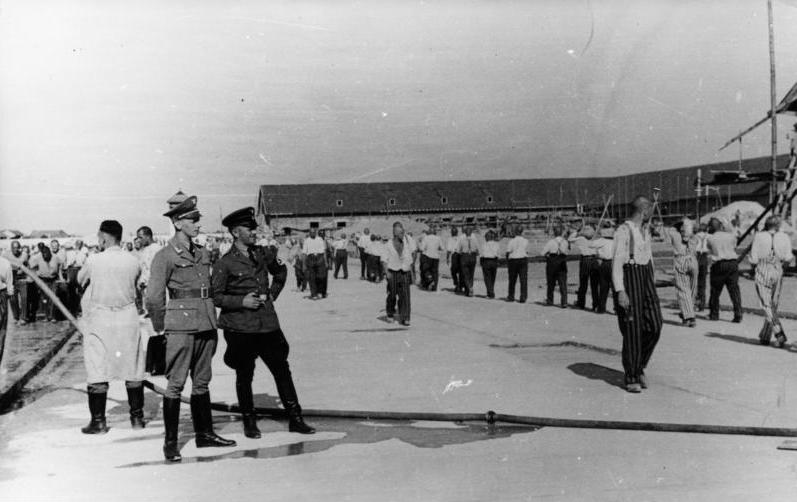
Propagandafoto: SS-Wachen und Häftlinge (Juni 1938)

Nach dem Beginn des Zweiten Weltkrieges füllte die SS das Lager mit gefangenen Menschen aus den besetzten Ländern. Ursprünglich waren die Konzentrationslager Orte der Drangsalierung und Abschreckung für einflussreiche Gegner des Regimes. Nun war die Rüstungswirtschaft zur Kriegsführung zunehmend auf die billige Arbeitskraft der Häftlinge (vgl. Grafik zur Arbeitslosigkeit) angewiesen.
In Betrieben, die in SS-Besitz standen, zum Beispiel die Deutschen Erd- und Steinwerke (DEST) oder die Deutschen Ausrüstungswerke (DAW), wurden Haftinsassen eingesetzt, ebenso in Steinbrüchen, Ziegeleien, Kiesgruben und diversen anderen Berufssparten und Betrieben. Sie wurden von der Regierung zugeteilt und im Unternehmen kostengünstig und gewinnbringend eingesetzt. Auch für den Bau der Reichsautobahn wurden Häftlinge eingesetzt. Aus örtlichen Gründen wurden Außenlager und flexible Arbeitskommandos nötig.
Zwischen dem 27. September 1939 und dem 18. Februar 1940 wurden die Häftlinge in andere Lager verlegt. In Dachau wurden währenddessen 7000 Angehörige der SS-Totenkopfverbände ausgebildet. Die Häftlinge wurden umgesiedelt: 2138 nach Buchenwald, 1600 nach Mauthausen, 981 nach Flossenbürg. Lediglich ein Arbeitskommando von etwa 100 Häftlingen verblieb im Lager.

#### 1940

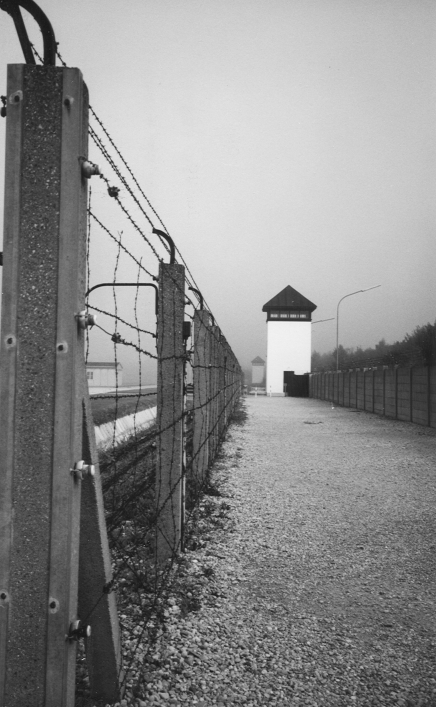
Lagerzaun und Wachturm (1991)

Zu Neujahr 1940 übernahmen die Deutschen Ausrüstungswerke (DAW), der Rüstungskonzern der SS, die Herrschaft über die Werkstätten des Konzentrationslagers wie Schlosserei, Tischlerei und Sattlerei. Ende April und Anfang Mai trafen Transporte mit polnischen Häftlingen der Sonderaktion Krakau ein. Im Ausland lief in diesem Jahr der Film Der große Diktator an, eine Satire auf Hitler und den Nationalsozialismus, der die Zwangslager thematisierte. Gegen Ende des Jahres wurde damit begonnen, die Priester und Pfarrer aus allen Konzentrationslagern in Dachau zusammenzulegen, die dortige Gefangenenbaracke wurde Pfarrerblock genannt. Während in den besetzten Gebieten Polens Vernichtungslager wie Chelmno, Auschwitz-Birkenau, Belzec, Sobibor, Treblinka und Majdanek entstanden, verstärkten sich die Gewaltanwendungen auch im Konzentrationslager Dachau.

#### 1941
Im Januar 1941 wurde im Block 26 auf Befehl Himmlers für die Geistlichen eine improvisierte Kapelle eingerichtet. Vom 22. Januar an durften die Geistlichen dort täglich Gottesdienst feiern, unter Aufsicht eines SS-Mannes. Ab dem 11. April erhielten alle Geistlichen bessere Essensrationen, der Vatikan finanzierte dies. Die Privilegierung der Vorzugshäftlinge führte zu einer tätlichen Missgunst seitens anderer Häftlinge und SS-Leute; im September wurde sie rückgängig gemacht.
In diesem Jahr entstand unter Egon Zill eine Häftlings-Musikgruppe, die zu bestimmten Anlässen musizieren musste. Zu Jahresbeginn 1941 wurde in der Krankenabteilung eine Versuchsstation eingerichtet, in der 114 registrierte Tuberkulosekranke homöopathisch behandelt wurden. Leitender Arzt war von Weyherns. Er erprobte im Februar biochemische Mittel an Häftlingen. Zur Registrierung der Todesfälle wurde ab 1. Juni ein lagereigenes Sonderstandesamt (Dachau II) eingerichtet. Bis dahin belief sich die Zahl der Todesfälle laut Standesamt der Stadt Dachau auf 3486 Personen.
Ab Oktober 1941 wurden tausende sowjetische Kriegsgefangene ins Lager deportiert. Die SS erschoss im Hof des Bunkers beziehungsweise später auf dem SS-Übungsschießplatz in Hebertshausen insgesamt mehr als 4000 sowjetische Kriegsgefangene.

#### 1942

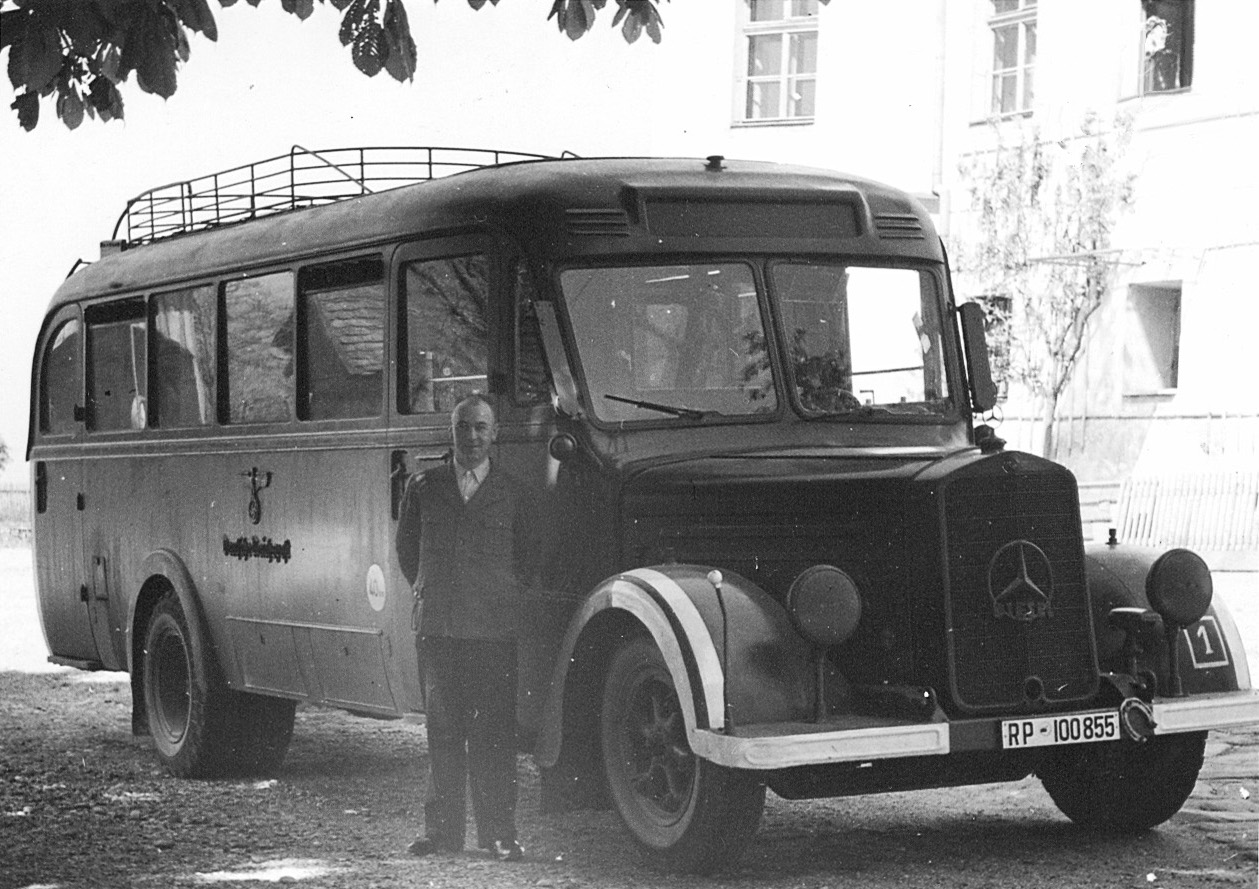
Abholbus der NS-Tötungsanstalt Hartheim auf Schloss Hartheim: Den „Invaliden“ wurde vorgetäuscht, sie kämen in ein Sanatorium zur Erholung

Am 20. Januar fand die Wannseekonferenz statt, an welcher der Holocaust koordiniert wurde. Am 2. Januar startete der erste Transport, in der NS-Tarnsprache „Invalidentransport“ genannt, zur NS-Tötungsanstalt Hartheim. Dort wurden die Dachau-Häftlinge im Rahmen der Aktion 14f13 durch Gas getötet. Innerhalb eines Jahres brachte die SS in 32 Transporten als geisteskrank oder arbeitsunfähig betitelte sowie unliebsame KZ-Häftlinge dorthin, insgesamt etwa 3000 Häftlinge. Diese Tötungsaktionen im Schloss Hartheim geschahen im Rahmen der NS-Krankenmorde.
Am 22. Februar begann im KZ die Versuchsreihe Unterdruck, an der die Luftfahrtmediziner Georg Weltz, Siegfried Ruff, Hans-Wolfgang Romberg und der SS-Hauptsturmführer Sigmund Rascher beteiligt waren.
Die Ärzte waren beauftragt, Reaktions- und Lebensfähigkeit des Menschen in großen Höhen, bei raschem Aufstieg (in Höhen bis 20 Kilometer und mehr) sowie beim plötzlichen Fall aus großer Höhe festzustellen. Eine Unterdruckkammer der Luftwaffe wurde angeliefert und zwischen Block 5 und den anliegenden Baracken aufgestellt. Die Versuchsreihe endete in der zweiten Maihälfte und kostete 70 bis 80 von etwa 200 Häftlingen das Leben.
Am 23. Februar 1942 begann Claus Schilling seine ersten Experimente zur Erforschung von Medikamenten gegen die Tropenkrankheit Malaria. 1100 Häftlinge wurden infiziert und als Versuchspersonen missbraucht.
Ihm konnten in den Dachauer Prozessen zehn Todesopfer eindeutig nachgewiesen werden. Diese Versuche führte Schilling bis zum 5. April 1945 durch. Während die medizinischen Experimente zu Druckauswirkungen den Piloten nützen sollten, zielten diese Forschungen auf die beim Afrikafeldzug eingesetzten Soldaten der Wehrmacht ab.
Das Krankenrevier bestand in den ersten Kriegsjahren aus sechs Baracken, Kapo im Krankenrevier war Josef Heiden. Im Juni wurde in Block I eine biochemische Versuchsstation eingerichtet. Leiter war Heinrich Schütz. Es lief die Versuchsreihe Phlegmone (Entzündungen) an, durchgeführt in Block 1, Stube 3. Diese kostete bis zu ihrem Abschluss im Frühjahr 1943 mindestens 17 Häftlinge das Leben.
Am 15. August begannen Unterkühlungsversuche unter der Leitung der Ärzte Holzlöhner, Finke und Rascher. Sie dienten dem Zweck, in Seenot geratenen Fliegern besser helfen zu können. Offizieller Abschluss der Versuche war im Oktober 1942. Rascher verlängerte die Versuchsreihe auf eigene Faust bis zum Mai 1943. Die Zahl der Versuchspersonen lag zwischen 220 und 240 Personen, wovon etwa 65 bis 70 Häftlinge umkamen.
Am 1. September wurde Martin Weiß neuer Kommandant. Er war von Pohl scharf angewiesen worden, besser auf die Erhaltung der Häftlingsarbeitskraft zu achten. Während seiner Kommandantur wurde daher die Strafe des Pfahlhängens abgeschafft, Schikane, Schläge und Appellstehen wurden weniger häufig, Häftlinge durften öfter in ihre Wohnbaracken.
Vor allem wurden Gewicht und Anzahl von Lebensmittelsendungen nicht mehr beschränkt. Es trafen mehr Pakete ein, einige Häftlinge waren nun sehr gut versorgt, ein reger Tauschhandel entstand. Unter den Häftlingen bildete sich eine Differenzierung aus. Sowjetische Häftlinge konnten keinen Kontakt zu ihrer Heimat haben und bekamen keine Pakete zugeschickt. Wer genug Pakete bekam, konnte nun auch bei Funktionshäftlingen die Aufnahme in ein gutes Arbeitskommando bewirken.
Nach dem Befehl Himmlers vom 5. Oktober 1942, die in Deutschland liegenden Konzentrationslager judenfrei zu machen, deportierte die SS alle jüdischen Häftlinge Dachaus in das KZ Auschwitz.
Ende November brachen Bauchtyphus und Fleckfieber aus. Das durch Läuse übertragene Fleckfieber weitete sich zu einer Epidemie aus. Plakate mit dem Titel Eine Laus – Dein Tod wurden in den Baracken aufgehängt.
Zu Weihnachten fand in Block 4 erstmals eine Filmvorführung statt, insgesamt folgten etwa acht weitere. Dabei wurden ausgewählte Spielfilme und propagandistische Berichterstattung über deutsche Kriegserfolge gezeigt. Mit der Kriegspropaganda wollte die Regierung den Hoffnungen der politischen Gegner und Widerstandskämpfer im Lager entgegenwirken.
Die Lage im Kessel von Stalingrad ließ Vermutungen aufkommen, der Krieg könne möglicherweise nicht gewonnen werden. Einige Wochen später rief Goebbels öffentlich zum totalen Krieg auf.

#### 1943

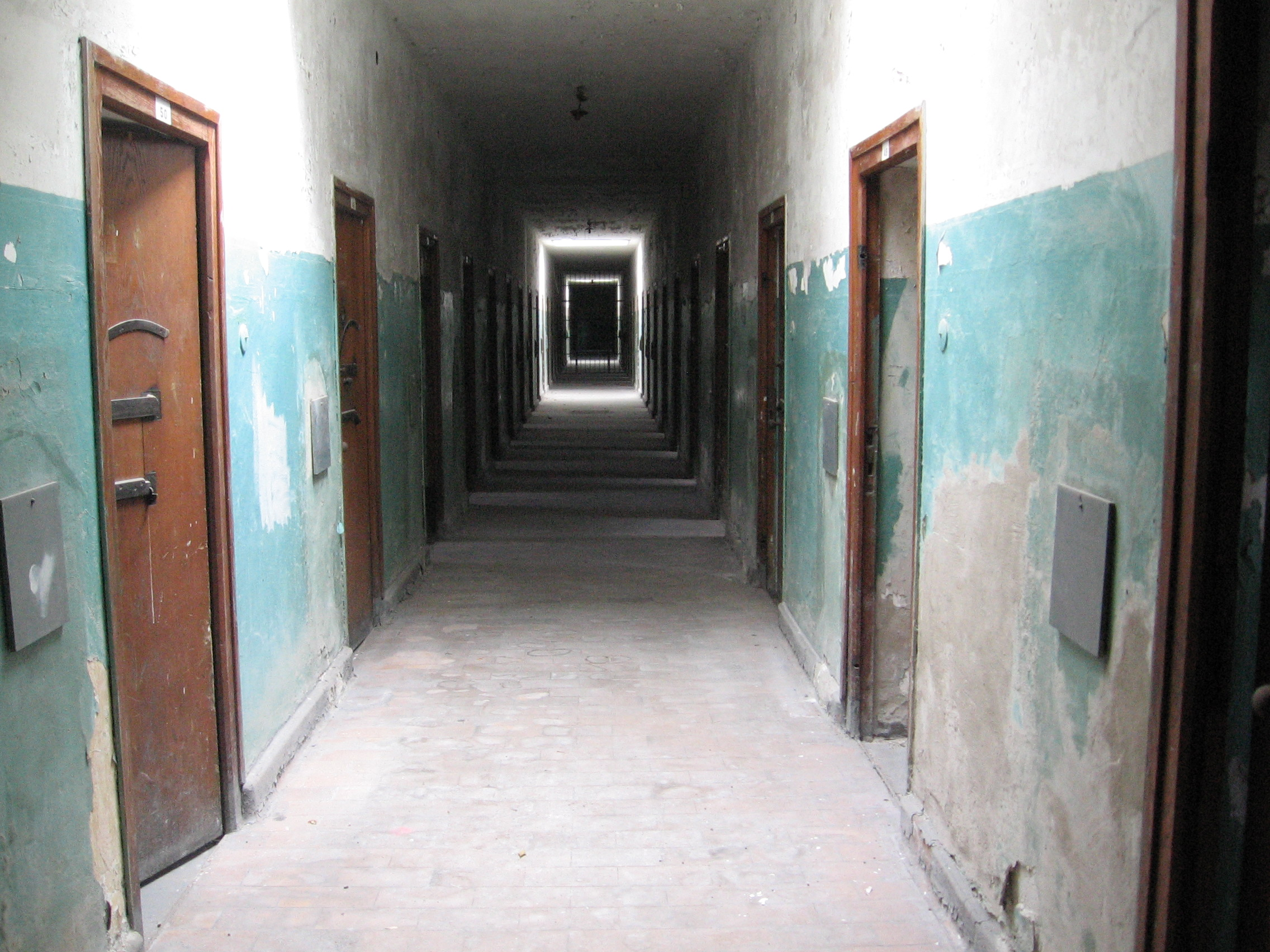
Bunker (KZ Dachau)

Vom 1. Januar bis zum 15. März 1943 stand das gesamte Lager wegen einer Typhus-Epidemie unter Quarantäne. In dieser Zeit lebten die Häftlinge im Häftlingsbereich, SS-Leute betraten ihn nicht. Die Häftlinge durften ruhen, gelegentlich durfte musiziert werden, auch Gedichte entstanden. Die Lagerbibliothek hatte sich vergrößert, da nun auch Bücher in Paketsendungen eintrafen. Die kulturellen Aktivitäten überdauerten die Zeit der Quarantäne in eingeschränktem Ausmaß.
Gleichzeitig wurden in diesen Monaten etwa 800 bis 1000 Insassen wegen „Sabotage“ hingerichtet. Am 4. August wurde zur Abschreckung vor den versammelten Lagerinsassen an 16 Häftlingen die Prügelstrafe vollzogen. Zudem liefen die Versuchsreihen von Rascher und Schilling. Im Oktober wurde Eduard Weiter neuer und letzter Kommandant des Konzentrationslagers.

#### 1944

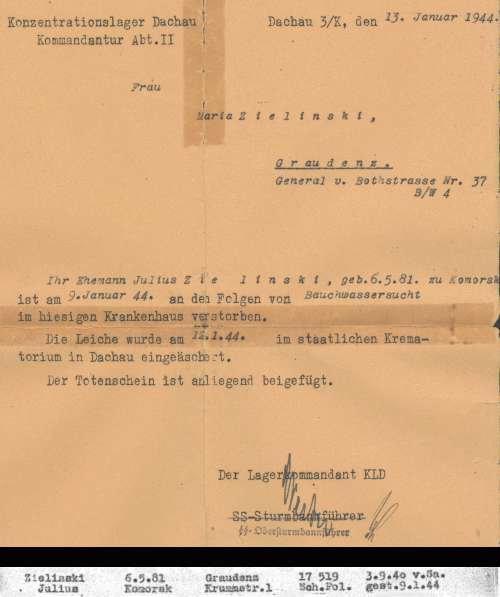
Totenbenachrichtigung (1944)

Im Jahr 1944 wurden die ersten Konzentrationslager im Osten wegen der heranrückenden Front geräumt. Westliche Lager füllten sich zusehends mit evakuierten Häftlingen. Im Hof des Krematoriums wurden 31 sowjetische Offiziere am 22. Februar von der SS erschossen.
Am 11. Mai wurde ein Lagerbordell in Betrieb genommen, sechs Frauen aus dem KZ Ravensbrück trafen ein. Es stand in Zusammenhang mit der Dienstvorschrift Oswald Pohls, außergewöhnliche Arbeitsleistungen bei Häftlingen zu honorieren und damit zu steigern. Gegen Ende des Jahres wurde es wieder aufgelöst.
Am 6. Juli kam der Todestransport aus dem Lager Compiègne in Dachau an, von 2521 Häftlingen waren bereits 984 tot.
Am selben Tag gelang es dem Häftling Sepp Eberl, in den Räumen der SS auf einem Funkgerät die Nachricht über die Landung der Alliierten in der Normandie abzuhören. Im Sommer unternahm Wilhelm Beiglböck Versuche zum Gebrauch von Meerwasser als Trinkwasser. Seine Versuchspersonen waren 44 inhaftierte Sinti. Ab Herbst waren die Lager völlig überfüllt: Die für 52 Menschen geplanten Stuben mussten sich nun 300 bis 500 Personen teilen. Am 4. und 6. September wurden weitere 92 sowjetische Offiziere im Hof des Krematoriums erschossen, zur Abschreckung der Häftlinge öffentlich.
Im November brach erneut eine durch einen Evakuierungstransport ins Lager eingeschleppte Flecktyphus-Epidemie aus. Die Sterberaten erhöhten sich, von 403 im Oktober auf 997 im November und 1915 im Dezember. Am 17. Dezember wurde der Diakon Karl Leisner in der Lagerkapelle vom französischen Bischof Gabriel Piguet heimlich zum Priester geweiht.
Im September 1944 wurde von dem Kirchenmusiker und Komponisten Pater Gregor Schwake die Dachau-Messe als Häftling im KZ-Dachau komponiert.

#### 1945

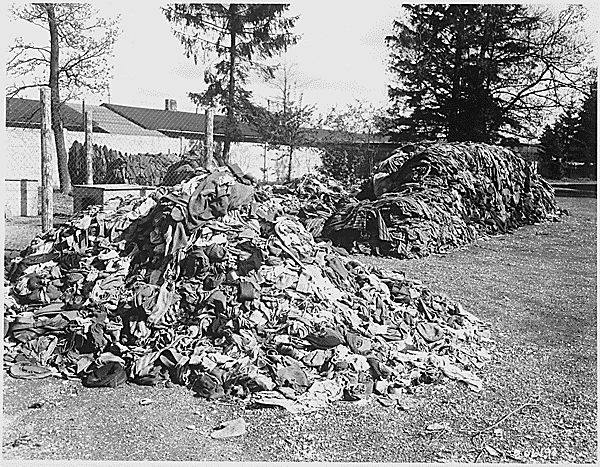
Häftlingskleidung (30. April 1945)

Seit Jahresbeginn bis in den April hinein trafen Evakuierungstransporte aus bereits geräumten Lagern ein. Auch um ihre Arbeitskraft weiter nutzen zu können, wurden die Gefangenen auf lange und verlustreiche Transporte in den Westen des Reiches geschickt. Ebenso traf Lagerpersonal ein, im Januar 1945 beispielsweise der später freigesprochene SS-Arzt Hans Münch. Die Überfüllung des Lagers beschleunigte die Typhusepidemie: Die Sterblichkeit lag im Januar bei 2903 Toten und stieg die folgenden Monate an.
Das Krematorium wurde außer Betrieb genommen, ab dem 12. Februar wurden die Verstorbenen in Massengräbern auf dem Leitenberg begraben, ab 1949 dort der KZ-Friedhof Dachau-Leitenberg errichtet. Der Epidemie erlagen auch eine Reihe Ärzte und Pfleger. Pater Engelmar Unzeitig verstarb in dieser Zeit an Typhus. Gegen Ende März wurden hunderte deutsche Geistliche entlassen; 170 blieben inhaftiert.
Am 4. April wurden im Rahmen der Rettungsaktion der Weißen Busse dem Internationalen Komitee vom Roten Kreuz (IKRK) dänische und norwegische Haftinsassen übergeben. Die Häftlinge Georg Elser und Charles Delestraint wurden am 9. bzw. 19. April erschossen. Anfang April begann die SS damit, Schriftstücke und Dokumente zu verbrennen. Mitte April suspendierte die SS Johan Meansarian und Albert Wernicke. Sie steckte die beiden von den Häftlingen gefürchteten Funktionshäftlinge in den Bunker.
Am 14. April ließ Himmler der Kommandantur von Dachau und Flossenbürg einen Funkspruch senden. Er befahl die Totalevakuierung, die später auf den Abtransport von Deutschen, Sowjetbürgern, Polen und Juden reduziert wurde. Damit begannen die Evakuierungs- und Todesmärsche. Am 17. und 24. April wurden einige Häftlinge, unter ihnen Niemöller, Piquet, Schuschnigg, in Richtung Tirol transportiert.
Am 23. April verließen die Arbeitskommandos zum ersten Mal nicht mehr das Lager. Ein weiterer Evakuierungstransport mit 1.700 jüdischen Häftlingen gelangte mit der Reichsbahn über Emmering–München–Wolfratshausen–Mittenwald am 28. April nach Seefeld in Tirol. Die Bahnstrecke war in Reith unterbrochen, so dass die Gefangenen zu Fuß weiter ins Inntal marschieren sollten. In Mösern erreichte die SS-Bewacher der Befehl des Gauleiters Franz Hofer zum Umkehren, so dass am nächsten Tag der Großteil der Gruppe zum Rückweg nach Seefeld gezwungen wurde, um mit dem Zug wieder nach Mittenwald transportiert zu werden.
Einige Häftlinge überlebten die Strapazen nicht. Ein anderer Transport mit der Reichsbahn fuhr am 25. April von Emmering über München, Wolfratshausen und Kochel nach Seeshaupt am Starnberger See.
Die 3000 Häftlinge konnten am 30. April befreit werden. Der Evakuierungstransport vom 26. April über Emmering–München–Wolfratshausen–Penzberg–Staltach mit 1759 Juden konnte ebenfalls am 30. April befreit werden. Am selben Tag stoppten die US-Amerikaner einen Marsch von 6887 Häftlingen. Er hatte am 26. April begonnen und führte über Pasing, Wolfratshausen und Bad Tölz zum Tegernsee. Viele erlebten die Befreiung nicht, sie starben an völliger körperlicher Entkräftung oder wurden ermordet.
1000 weitere russische Häftlinge wurden vom Lagerkomitee durch Sabotage vor dem Marsch gerettet. Am 27. April wurden 2000 Häftlinge von Emmering aus mit der Reichsbahn auf einen Transport geschickt; ab Wolfratshausen mussten die Häftlinge zu Fuß marschieren. Nachts traf der Eisenbahnzug mit Häftlingen aus Buchenwald ein, von denen viele verhungert waren.
Einen Tag später, am 28. April, zog der deutsche Generalmajor Max Ulich, da er unnötige Verluste gegen die US-Streitkräfte vermeiden wollte, die 212. Volksgrenadier-Division vom Lagergelände ab. An diesem Tag fand in der Stadt auch der Dachauer Aufstand statt, der von den ehemaligen Dachauhäftlingen Walter Neff und Georg Scherer geleitet wurde.

### Befreiung 1945

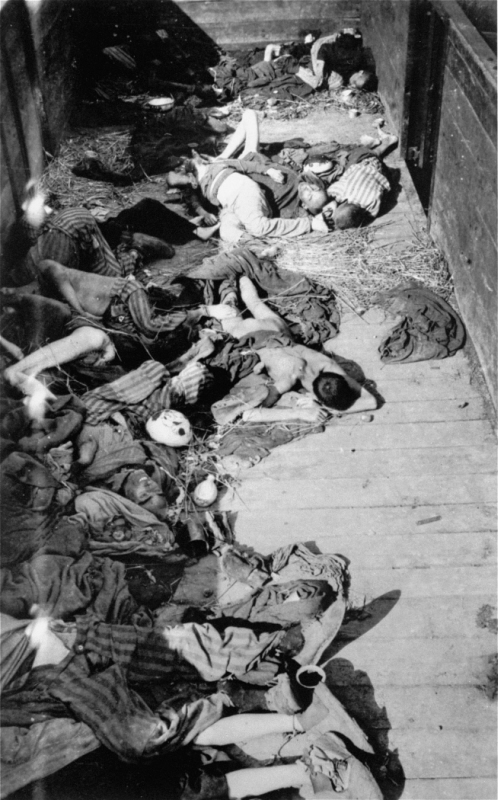
Todeszug aus Buchenwald (29. April 1945)

Am nächsten Tag, dem 29. April 1945, marschierte die US-Armee zur Befreiung des Hauptlagers ein. Sie traf völlig unvorbereitet auf den Todeszug aus Buchenwald, der neben dem Häftlingslager auf dem SS-Gelände stand und in dessen Waggons etwa 2300 Leichen lagen. Nach diesem schockierenden Eindruck kam es zu spontaner Selbstjustiz. Die US-Soldaten exekutierten SS-Männer. Die Erschießungen, welche zur Befreiung des Lagers nicht notwendig waren – die Männer der Waffen-SS hatten kaum Widerstand geleistet –, wurden später in rechtsextremen Kreisen zur Aufrechnung propagandistisch aufgenommen, das Ereignis selbst als sogenanntes „Dachau-Massaker“ verbreitet.
Einen Tag später marschierten die Truppen in München ein. Weitere nahegelegene Außenlager wurden befreit, unter den Häftlingen befand sich beispielsweise Viktor Frankl, dessen späteres Buch … trotzdem Ja zum Leben sagen über seine Erfahrungen in den Lagern Dachau und Auschwitz weltweite Bekanntheit erreichte. Auch Häftlingstransporte, die sich noch in der Umgebung Münchens befanden, kamen am 30. April frei.

### US-amerikanische Verwaltung

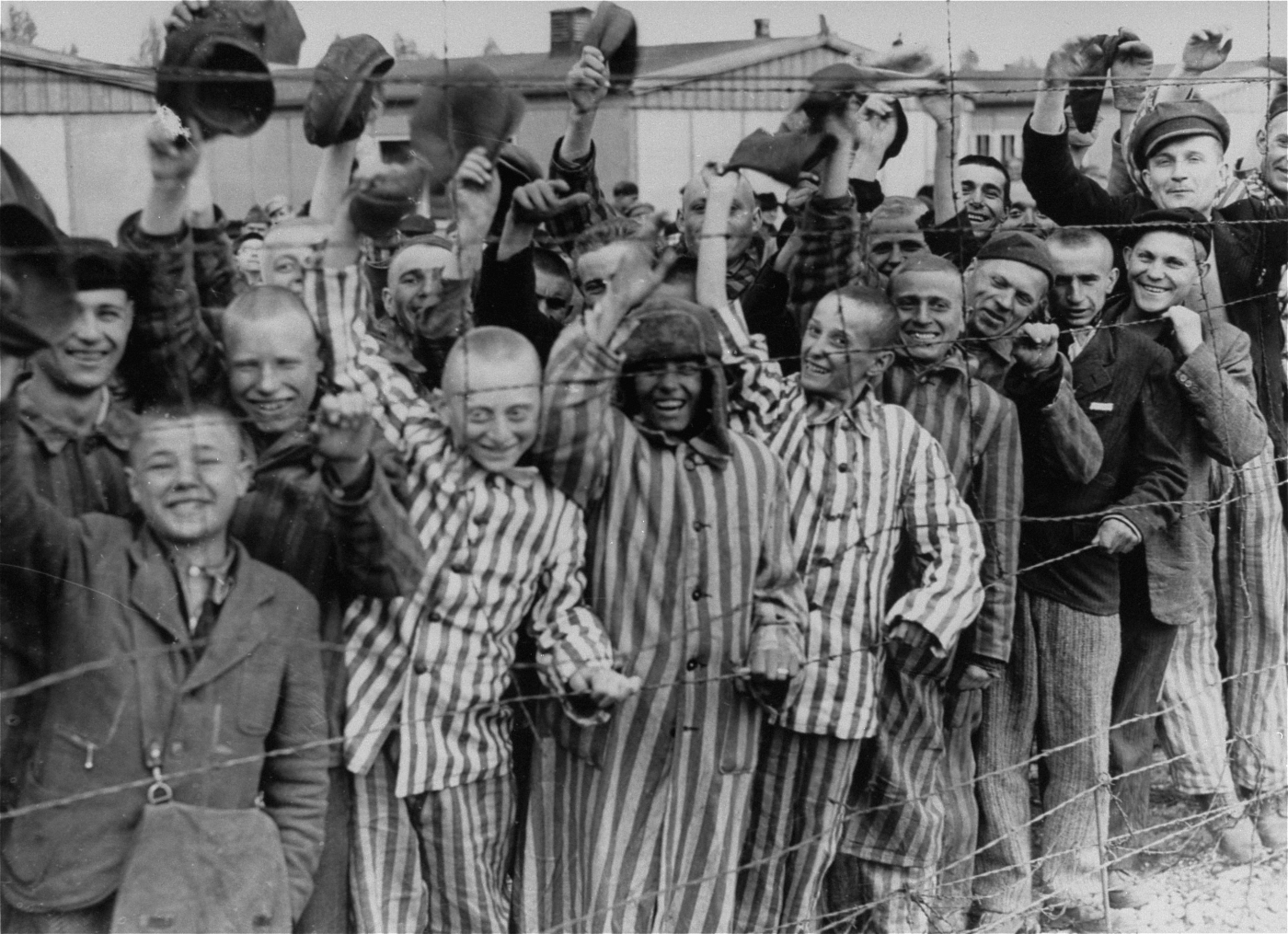
Befreite Häftlinge des KZs Dachau grüßen US-Soldaten

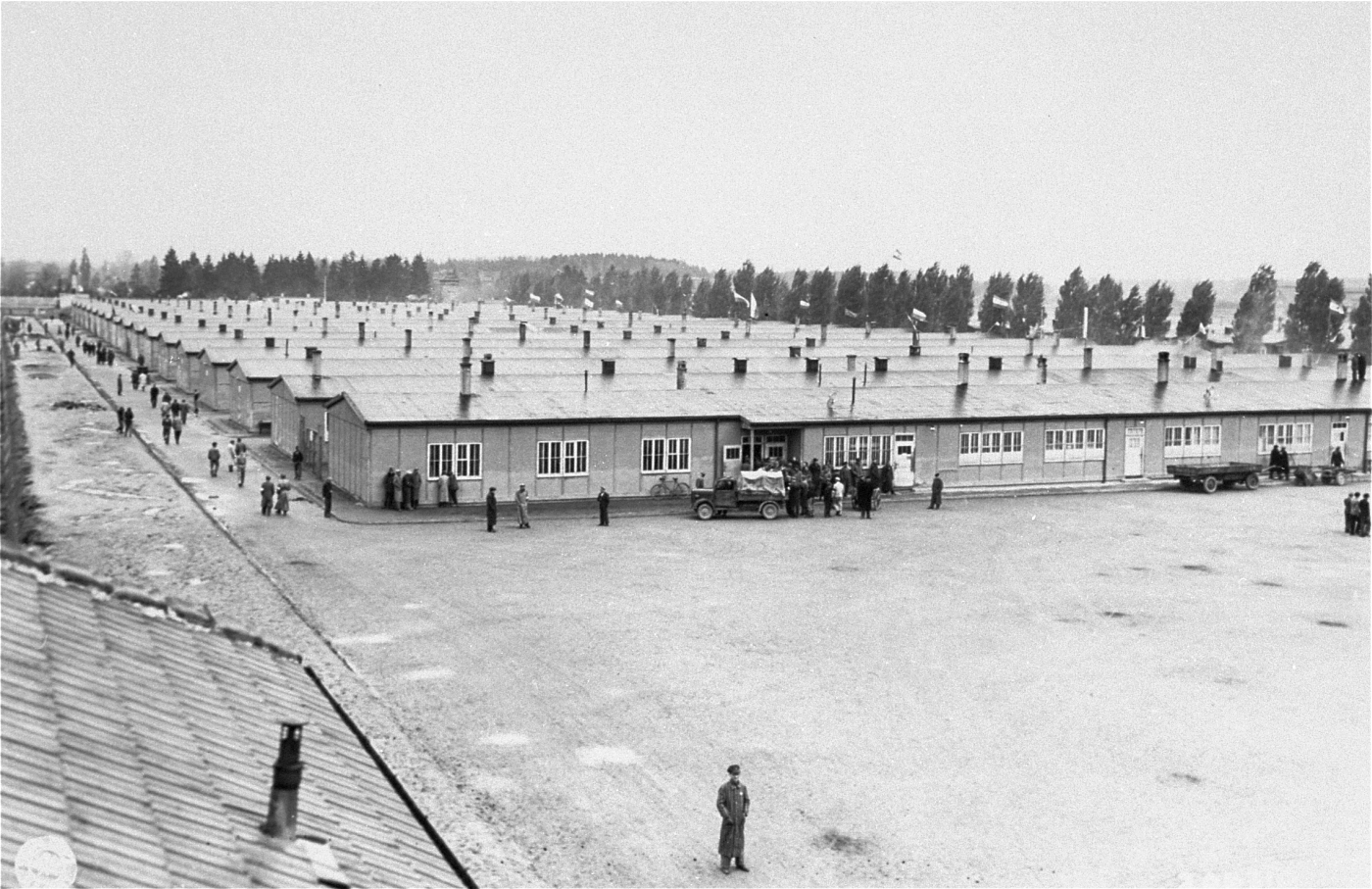
Blick auf die Lagerbaracken, einige Tage nach der Befreiung des Lagers durch die US-Armee

Zunächst stand Dachau aufgrund eines US-amerikanischen Befehls unter Quarantäne. Typhus und Fleckfieber grassierten auf dem Gelände. Die Epidemie und auch die Folgen der Unterernährung während der KZ-Haft dezimierte die Zahl der Überlebenden um etwa 2000 Personen. Im nun befreiten Lager Dachau mussten im Mai 1945 täglich zwischen 100 und 300 Tote bestattet werden.
Die Bildung eines internationalen Häftlingskomitees (CID) wurde geplant und bekannt gegeben. In der akuten Notlage diente das Lagergelände noch zeitweilig als Unterkunft für heimatlose und kranke ehemalige Häftlinge. Im Juli errichteten die US-amerikanischen Militärbehörden auf dem Gelände das Internierungslager Dachau.
Kurz nach der Befreiung traf Colonel William W. Quinn, der damalige Assistant Chief of Staff des militärischen Nachrichtendienstes G-2 Section der 7. US-Armee, im Lager ein. Er beschloss angesichts der dramatischen Zustände und der enormen Verbrechen, umgehend eine größere Untersuchungskommission aus Mitarbeitern verschiedener Militärgeheimdienste zu bilden, die eine umfassende Dokumentation erstellten. Nach etwa ein bis zwei Wochen erschien der 72-seitige Bericht mit dem Titel Dachau, der bald auch an die Presse gelangte.
Er gilt als eine der ersten öffentlich zugänglichen Untersuchungen zum Komplex der deutschen Konzentrationslager.
Gegen Jahresende 1945 fand der Dachau-Hauptprozess im Rahmen der Dachauer Prozesse statt; 36 der 40 Angeklagten wurden zum Tod durch den Strang verurteilt. Im Mai 1946 wurden 28 der 36 Todesurteile im Kriegsverbrechergefängnis Landsberg vollstreckt. In 121 Nachfolgeverfahren mussten sich etwa 500 Angeklagte in den folgenden Jahren vor US-amerikanischen Militärgerichten verantworten. Angeklagt waren überwiegend SS-Mitglieder, die zuvor im Hauptlager und dessen Außenlagern tätig gewesen waren. Bis ins Jahr 1948 fanden auf dem Gelände die Dachauer Prozesse statt, die unter anderem den Holocaust betrafen. Die medizinischen Experimente an Haftinsassen wurden auch in den Nürnberger Ärzteprozessen und im Milch-Prozess verhandelt.
Knapp dreieinhalb Jahre nach der Befreiung übergab das US-amerikanische Militär das Gelände im September 1948 an die bayerischen Behörden. Bereits im Winter 1947/48 brachte der CSU-Landtagsabgeordnete Hans Hagn einen Antrag in den bayerischen Landtag ein, auf dem Gelände des KZ ein Arbeitslager als „Stätte der Umerziehung von asozialen Elementen“ zu errichten.
Der Antrag wurde einstimmig angenommen; auch der Bayerische Gewerkschaftsbund forderte zeitgleich die Einweisung „aller asozialen Elemente in ein Arbeitslager“. Die Umsetzung scheiterte, da bei einer erneuten Abstimmung im April 1948 für eine Nachnutzung des Konzentrationslagers als Flüchtlingslager votiert wurde.
In späten Nachkriegsermittlungen, beispielsweise im Jahr 1960 das Gerichtsverfahren gegen Karl Kapp, wurden auch Funktionshäftlinge vor Gericht gestellt.

## Räumliche Struktur

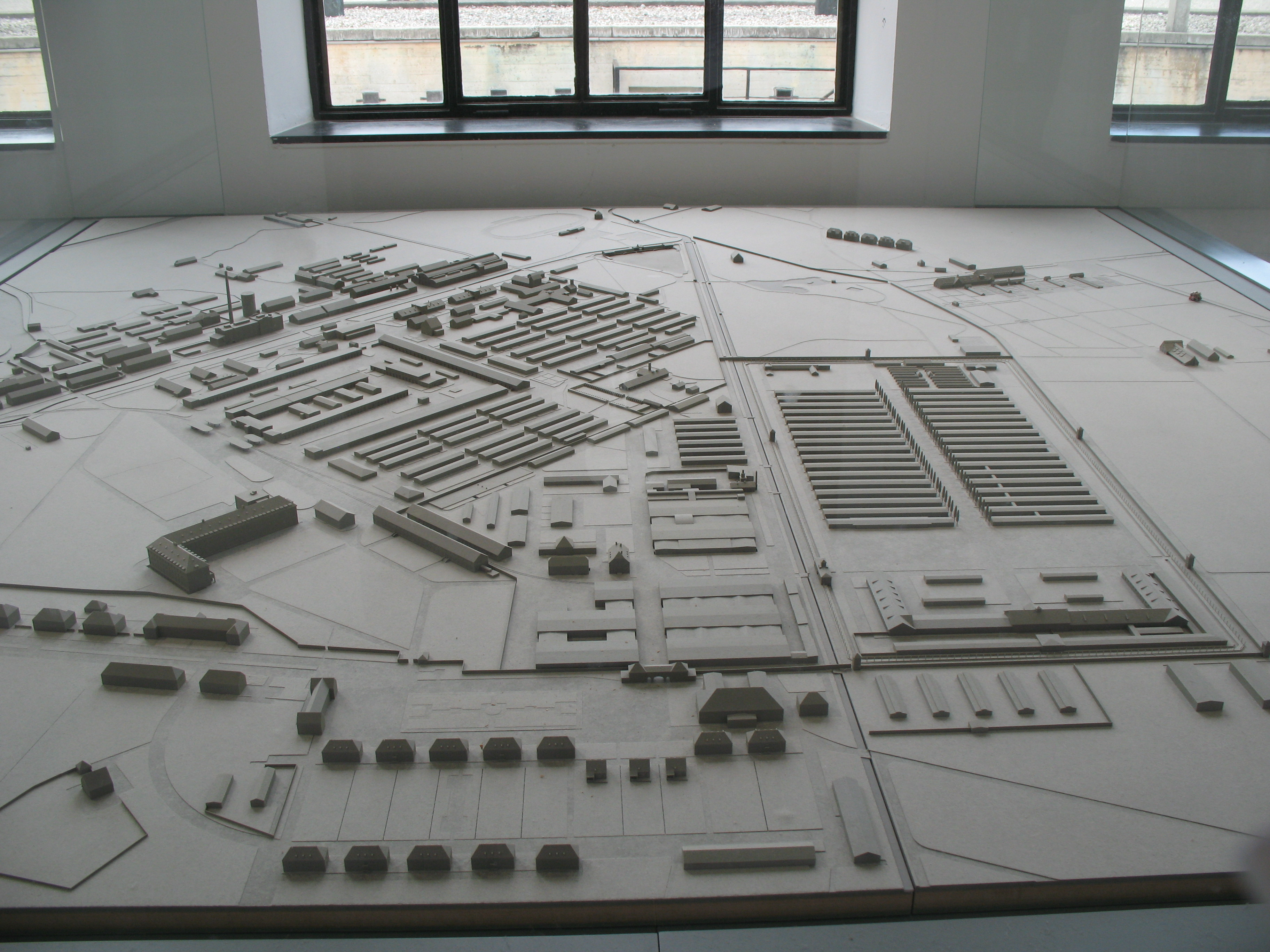
Modell, eingenordet (links: SS-Gelände, rechts: Häftlings-Gelände)
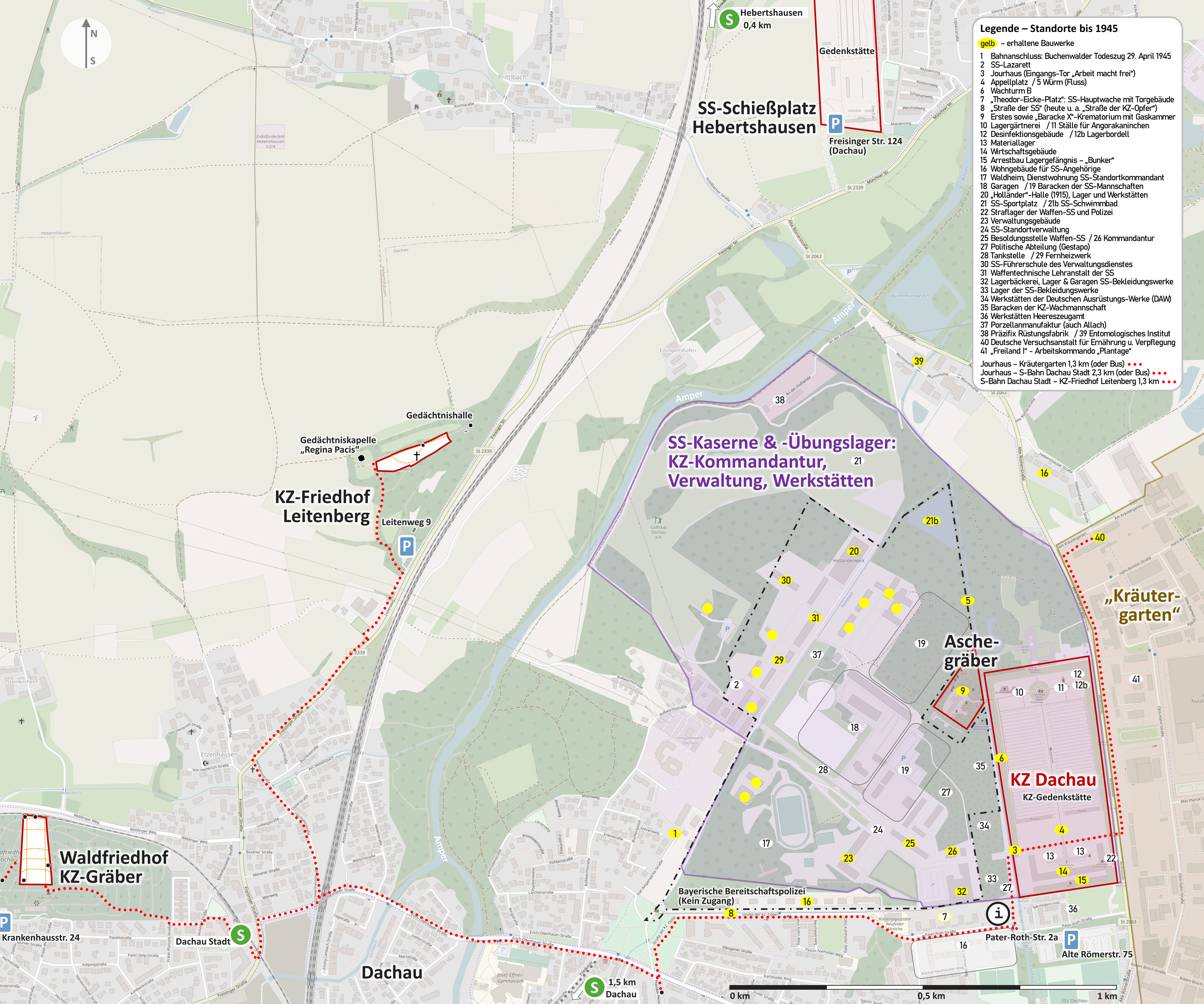
Lageplan – Überblick bis 1945, sowie KZ-Friedhöfe, eingenordet
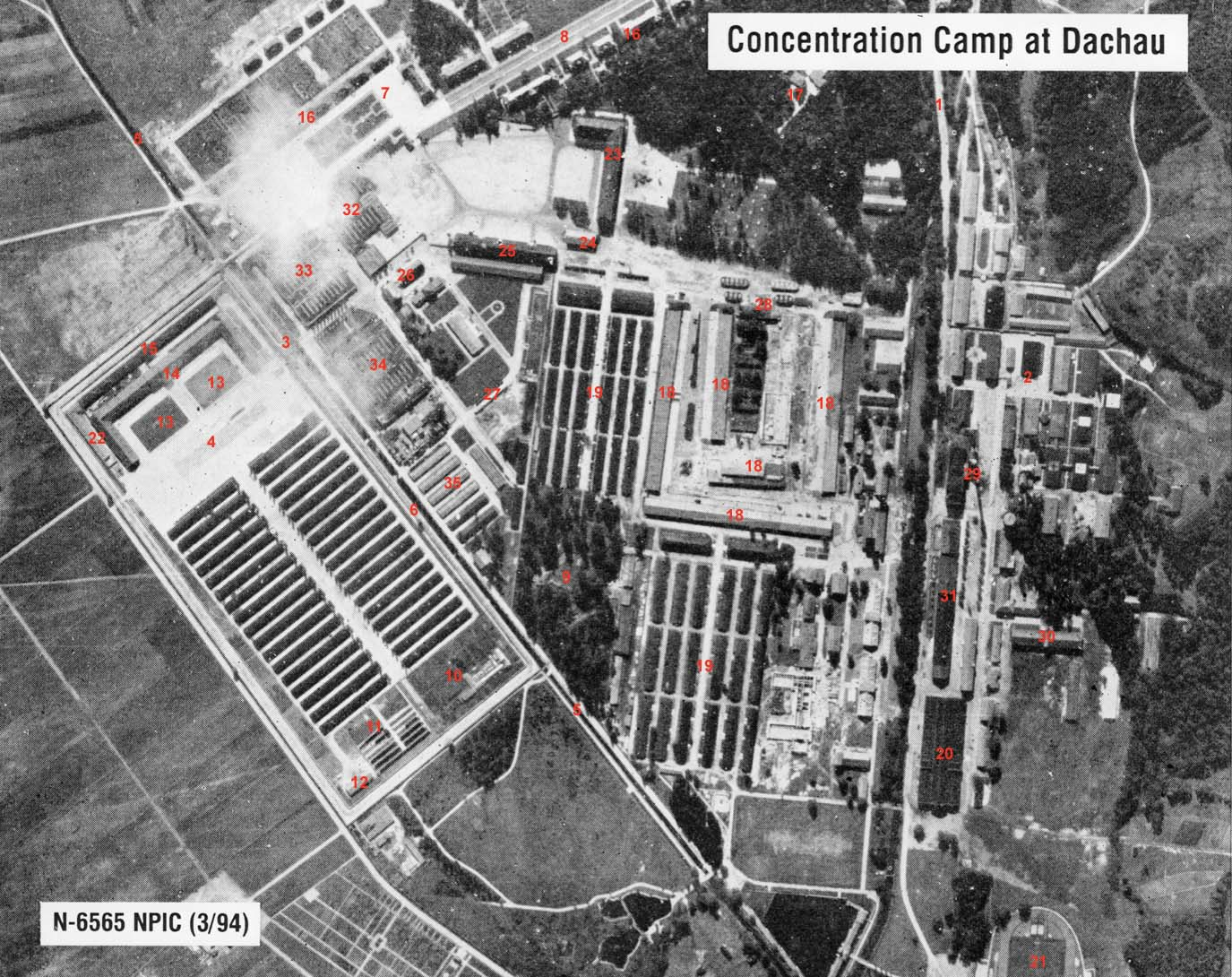
Luftaufnahme 1941 Südwestausrichtung (für die Legende auf das Bild klicken)
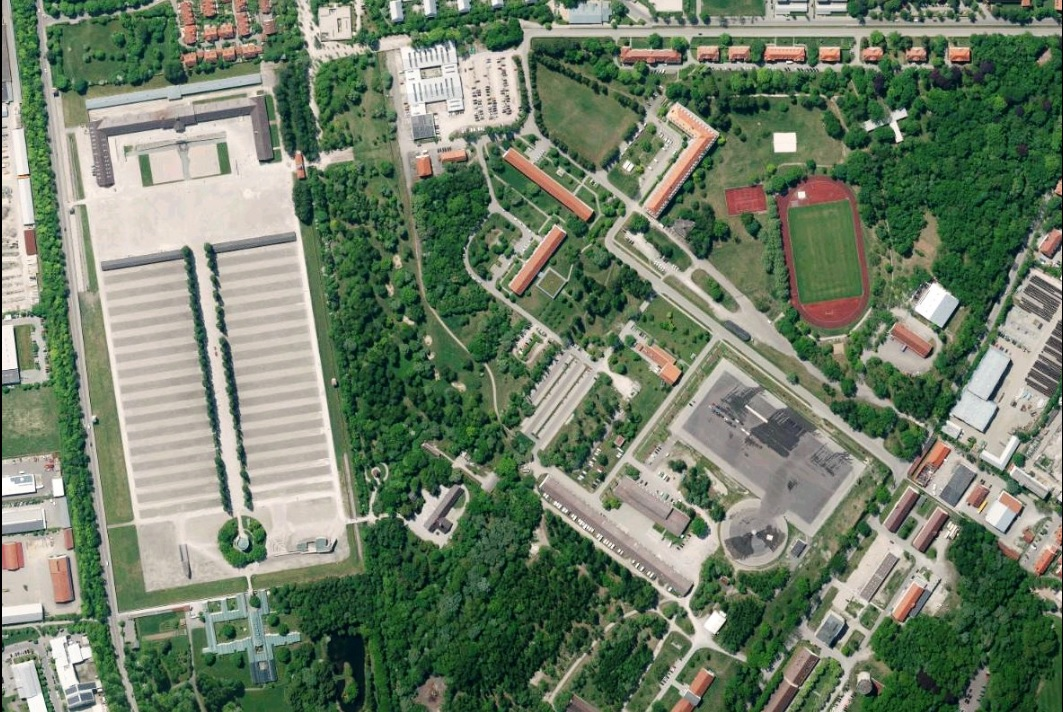
Luftaufnahme 2012 Südausrichtung (Ausschnitt)

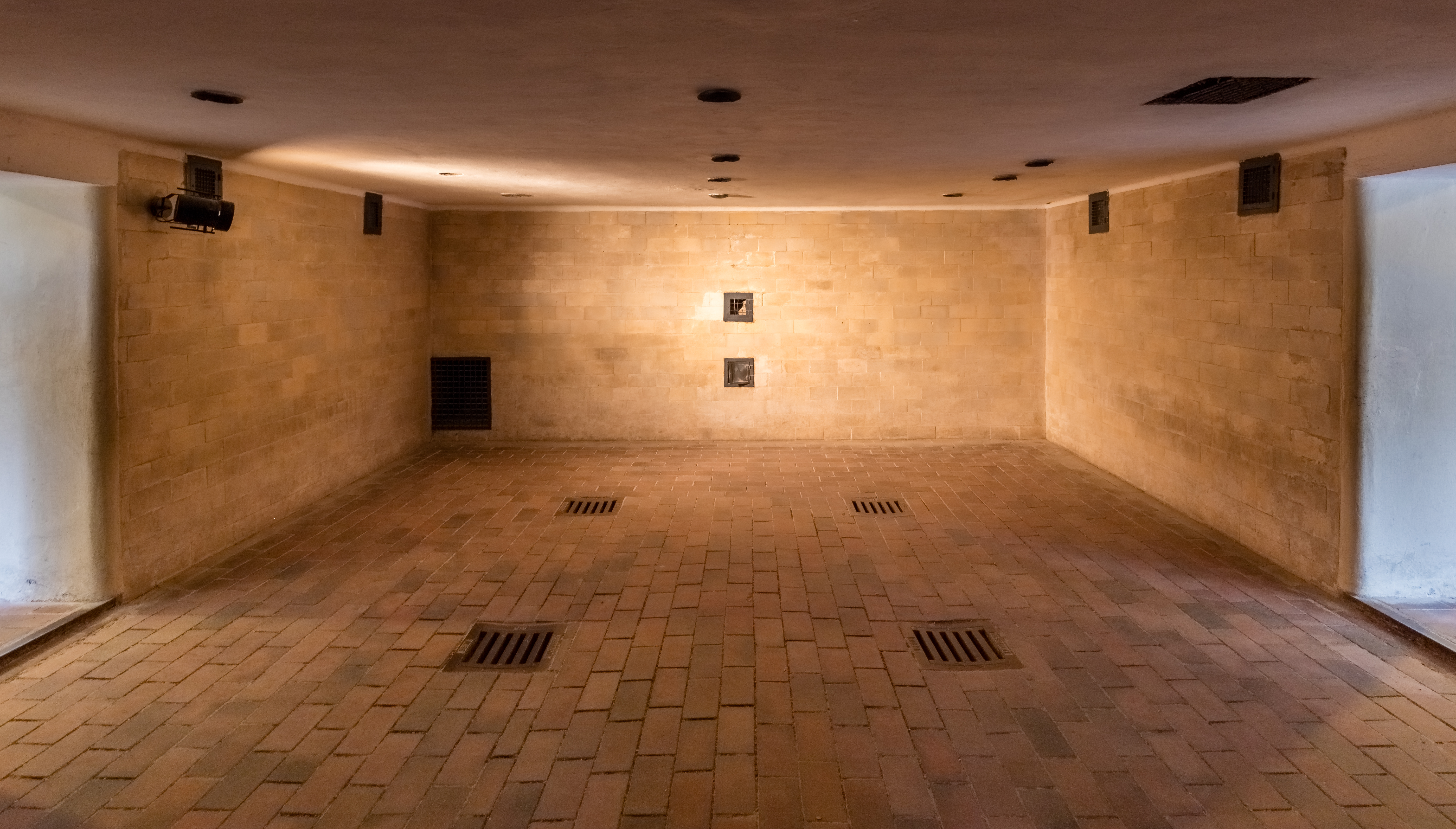
Gaskammer im Krematorium

Das frühe Lager Dachau war 1933 noch in den Räumlichkeiten der ehemaligen Fabrik. Etwa ab 1937 entstand das neu errichtete Lager, das sich in folgende Bereiche gliederte:
- Häftlings-Gelände
- SS-Gelände (westlich vom Häftlings-Gelände)
- Kräuterplantage (östlich vom Häftlings-Gelände)
- Schießplatz Hebertshausen
- Friedhof Leitenberg
- Gräberanlage Waldfriedhof
- Mit Kriegsbeginn entstanden verstärkt Außenlager, die sich meist in Nähe von Rüstungsbetrieben oder wichtigen Arbeitsstätten im südlichen Reich befanden.

### Häftlings-Gelände

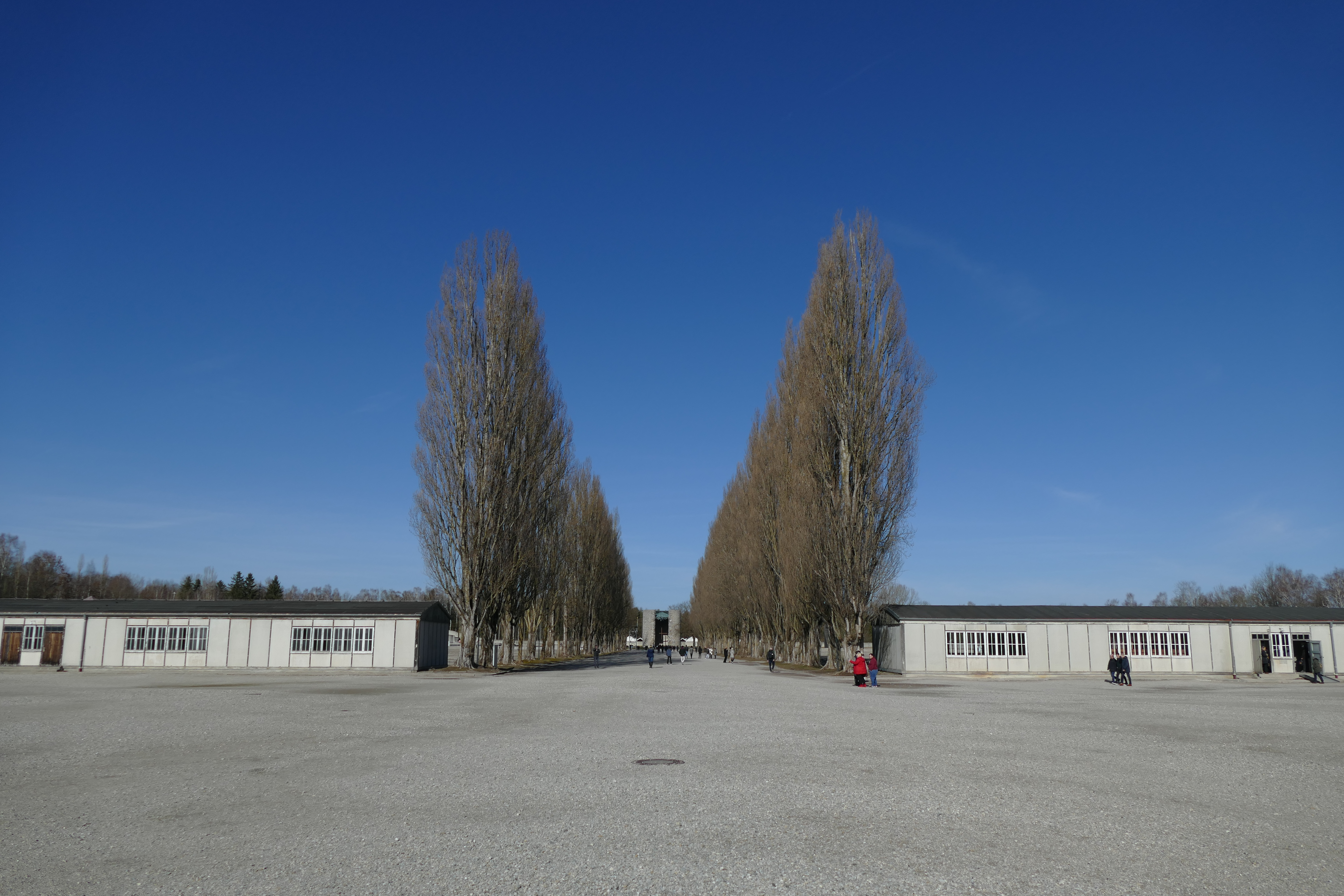
Blick vom Appellplatz auf Lagerstraße und Baracken (2020)

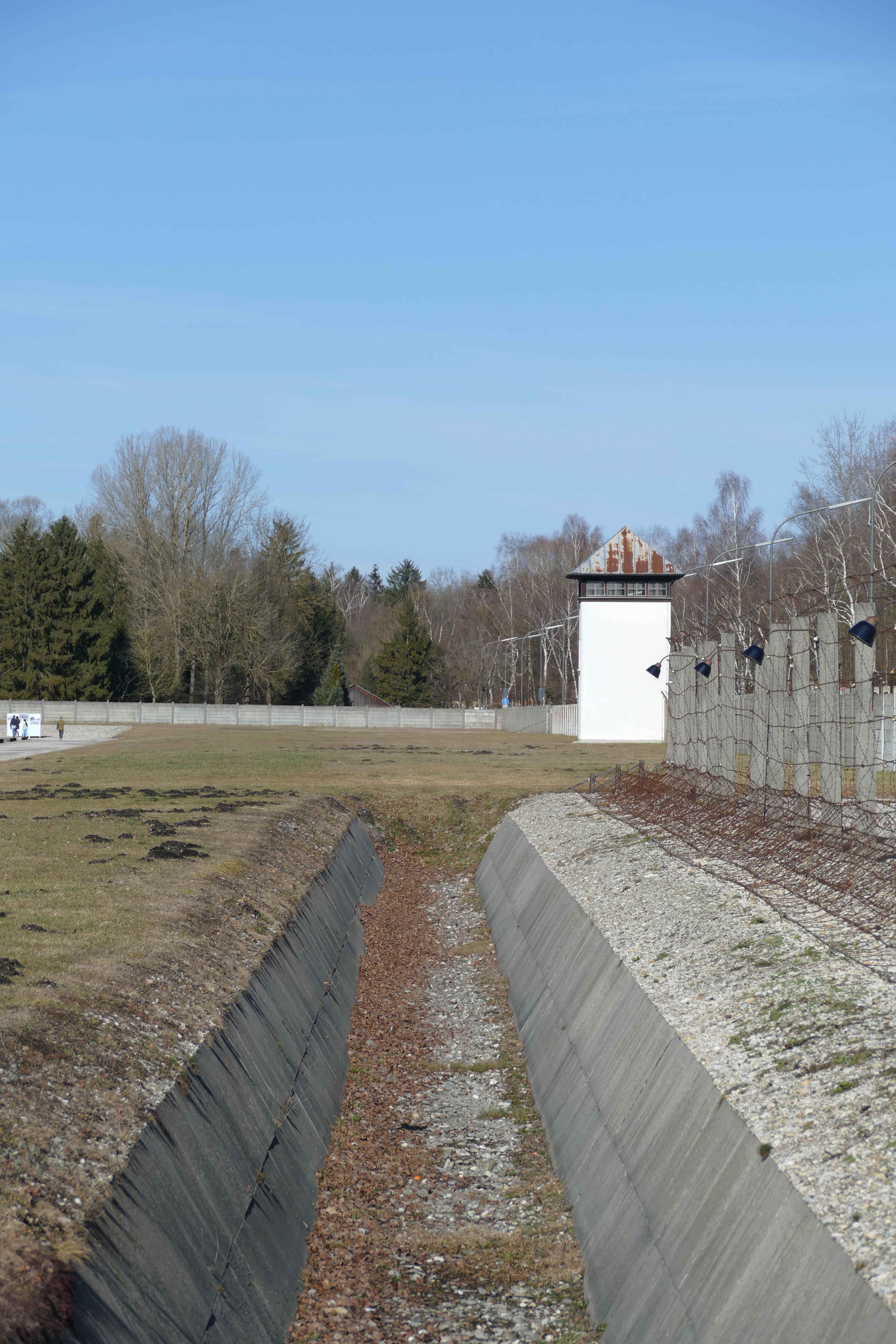
Graben hinter elektrischem Zaun

Der erste große Teilbereich des Konzentrationslagers war das Gefangenenlager, euphemistisch auch Schutzhaftlager genannt. Es war umgeben von einem inneren Graben, dahinter ein elektrisch geladener Stacheldrahtzaun, ein Patrouillenweg und abschließend eine Mauer, die gleichzeitig als Sichtschutz von außen diente. Sobald sich jemand dem Zaun näherte, schoss das SS-Personal ohne Vorwarnung von Wachtürmen. Nachts war die Umzäunung beleuchtet. Insgesamt gab es 34 Baracken in zwei Reihen, mittig war die Lagerstraße. Den Eingang zum Häftlingsbereich bildete das Jourhaus.
Die Wohnbaracken erhielten unter Kommandant Loritz die Bezeichnung „Blöcke“. Jeder Wohnblock besaß zwei Waschanlagen, zwei Toiletten und vier „Stuben“. Jede Stube hatte einen Wohn- und einen Schlafraum. Pro Stube sollten 52 Personen untergebracht werden, das bedeutete 208 Häftlinge pro Wohnblock. In den letzten Kriegsjahren mussten sich bis zu 1600 Gefangene einen Wohnblock teilen.

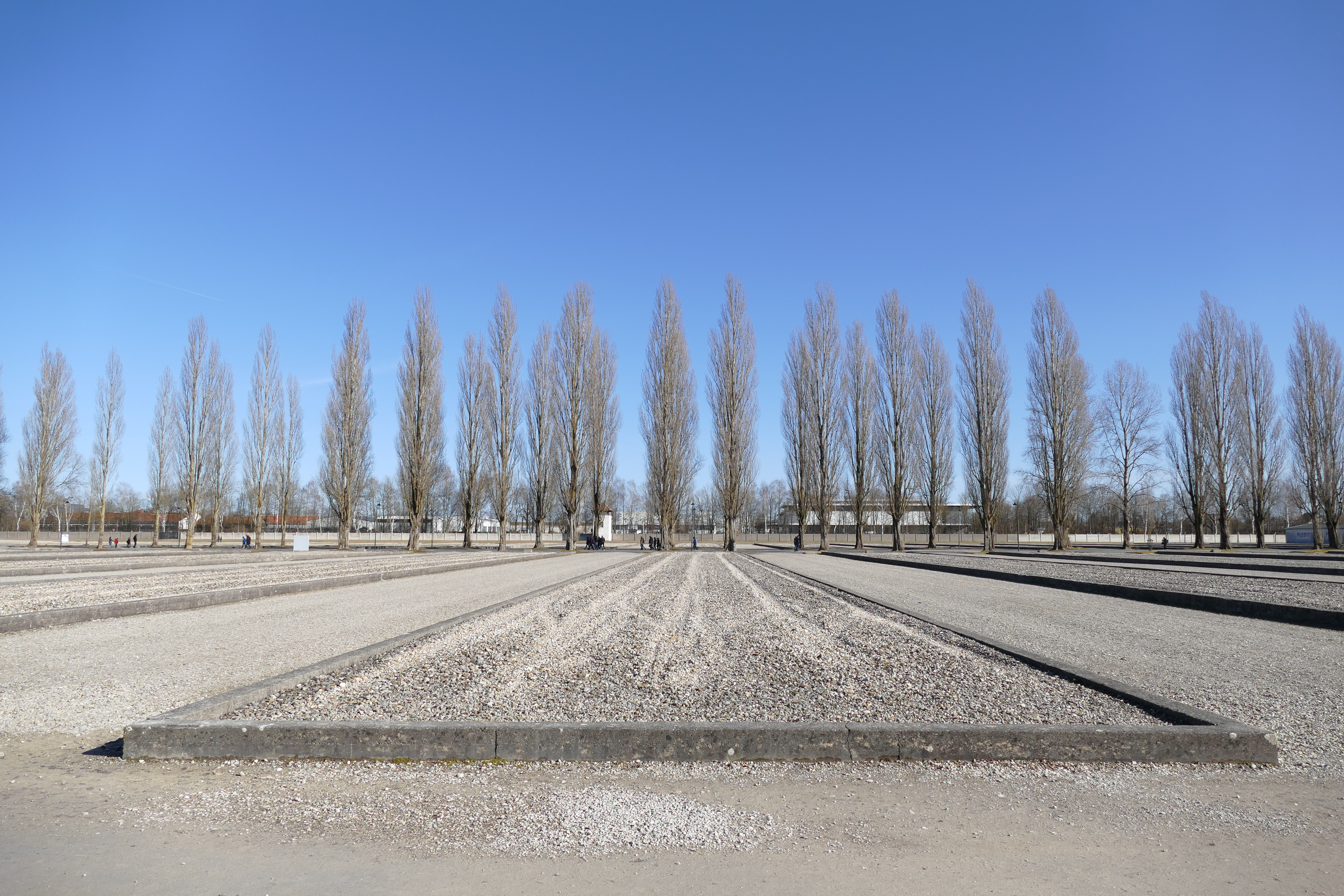
Steinumrandung einer ehemaligen Baracke

Auf dem Appellplatz fand zu Tagesbeginn und -ende der Zählappell statt. Fehlte jemand, wurde Strafappellstehen durch die Nacht beziehungsweise einen halben Tag lang angeordnet. Sieben Wachtürme umgaben das Gelände, sie waren üblicherweise mit je zwei SS-Wachen mit zwei Maschinengewehren besetzt. Das so genannte Krankenrevier bestand anfangs aus zwei Baracken, ab 1939 wurde es erweitert. In den letzten Kriegsjahren war es 18 Baracken groß. Zum „Lazarett“ gehörte eine Desinfektionsbaracke sowie eine Totenkammer.
Es gab eine Arbeitsbaracke, eine weitere Baracke bildete die Kantine, die auch Propagandazwecken diente. Im Wirtschaftsgebäude befand sich die Küche und auch das berüchtigte „Bad“. Dahinter lag der Bunker, hier wurden Lagerarrest, Lagerstrafen (zum Beispiel verschärfte Einzelhaft) und Erschießungen vollzogen. Ab Herbst 1944 kamen Stehbunker hinzu.
Zwei NS-Denkmäler hatten Häftlinge 1933 im Lager errichten müssen: Vor dem Schlageter-Denkmal mussten vorbeigehende Häftlinge fortan die Mütze ziehen, ebenso vor dem Wessel-Denkmal.
Im Laufe der zwölf Jahre bildeten sich verschiedene Einteilungen der Wohnblöcke: Die Strafblöcke waren mit Stacheldraht umgeben: hier befanden sich Insassen, die wiederholt in Haft gewesen waren oder über die verschärfte Haft verhängt worden war. Weitere Blöcke waren: Interbrigadistenblock, Judenblock, Invalidenblock, Prominentenblock und Pfarrerblock. Ab Kriegsbeginn kam es zu einer Einteilung nach Nationalitäten (Polnischer Block, Tschechischer Block, …).

### SS-Gelände
Den zweiten großen Teilbereich des Lagers stellte das Gelände der SS dar; es war gut doppelt so groß wie der Häftlingsbereich. Ein Teil davon zählte offiziell nicht zum KZ, da sich hier ein SS-Übungslager mit Kaserne und Schulungsräumen befand. Jedoch waren auch auf dem SS-Übungslager Werkstätten, in denen Häftlinge zu arbeiten hatten. Weiter befanden sich in dem Bereich Mannschaftsbaracken und Offizierswohnungen, eine Bäckerei sowie das Verwaltungsgebäude. Später kamen zwei Krematoriumsgebäude dazu.

#### Erstes Krematorium

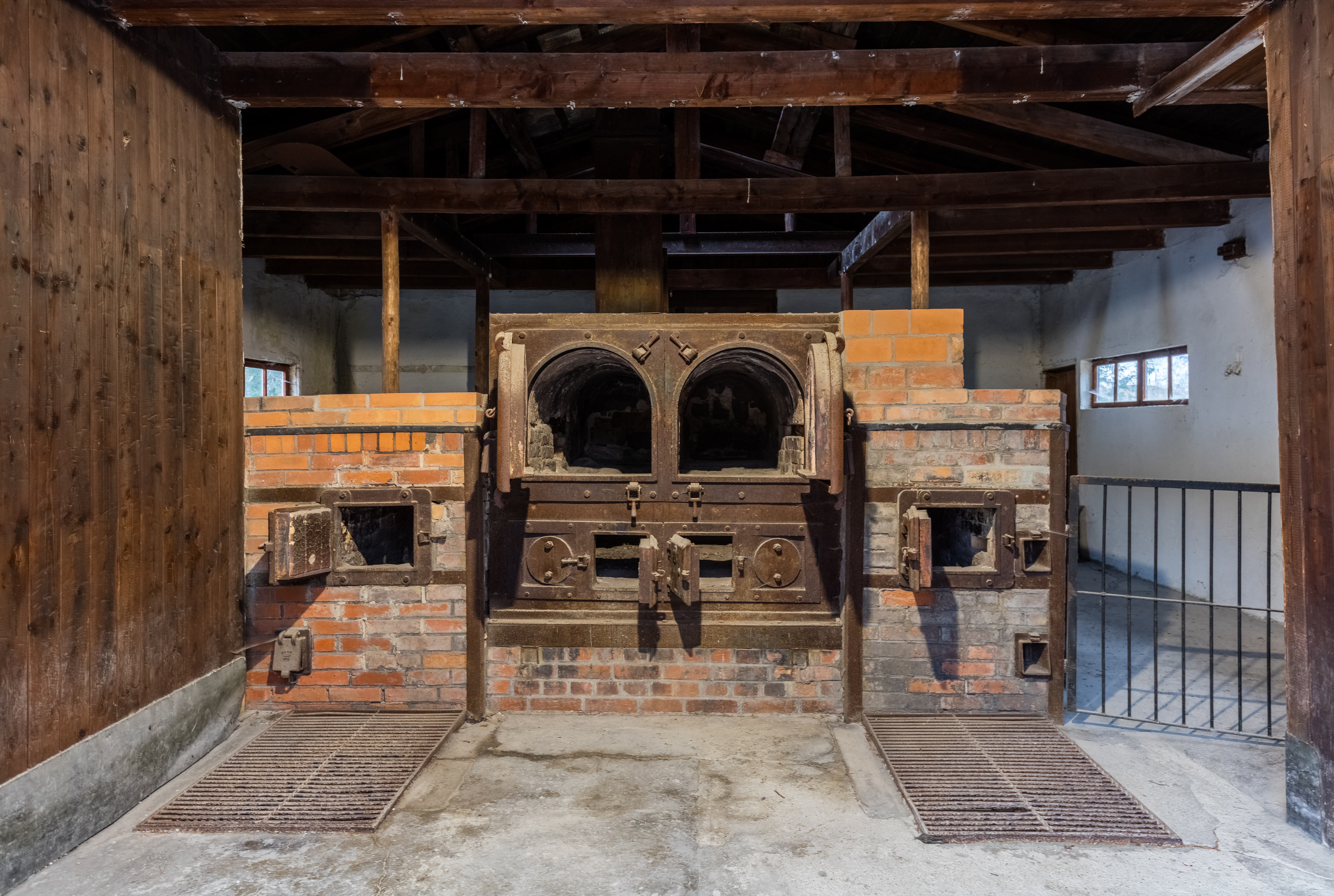
Doppelmuffelofen des ersten Krematoriums

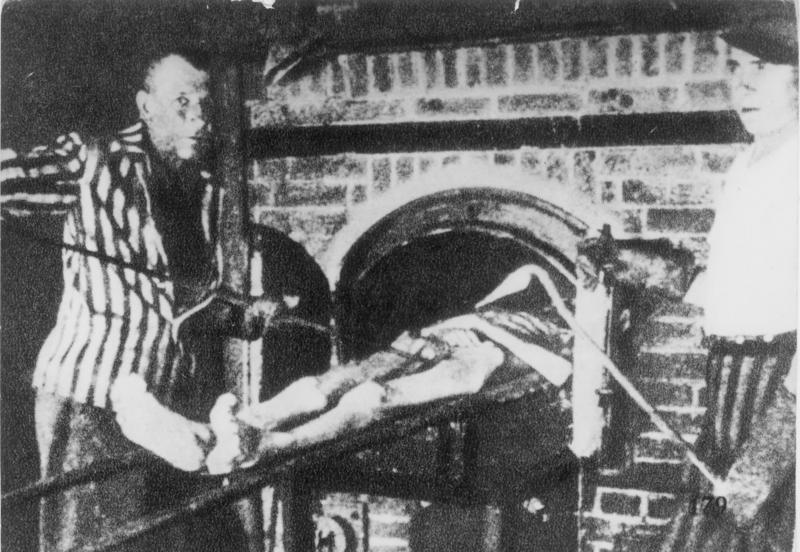
Zwangsarbeiter mit Zangen und Leiche vor einem Verbrennungsofen (wahrscheinlich inszeniertes Foto nach der Befreiung des KZ)

Etwa sieben Jahre lang brachte man Verstorbene zur Einäscherung in ein Krematorium nach München, wodurch die Anzahl der Todesfälle über die Lagergrenze hinaus bekannt werden konnte. 1940 erbaute die SS auf ihrem SS-Gelände ein eigenes Krematorium. Es war ein sehr kleines Gebäude mit nur einem einzigen Raum und einem sogenannten Doppelmuffelofen, etwas abseits stehend und von Bäumen verdeckt.
Ein spezielles Häftlingskommando, das keinen Kontakt zu anderen Häftlingen haben durfte, musste nun die Einäscherungen vornehmen. Nur Häftlinge des „Arbeitskommandos Krematorium“ durften dieses Gelände betreten. Innerhalb des SS-Lagers zweigte der Weg zum Krematorium ab. Es war somit vom Häftlingsbereich strikt getrennt und wenig einsehbar. Auch deshalb vollstreckte die SS an diesem Platz Hinrichtungen durch Hängen und Erschießen.

#### Baracke X (Zweites Krematorium mit Gaskammerraum)

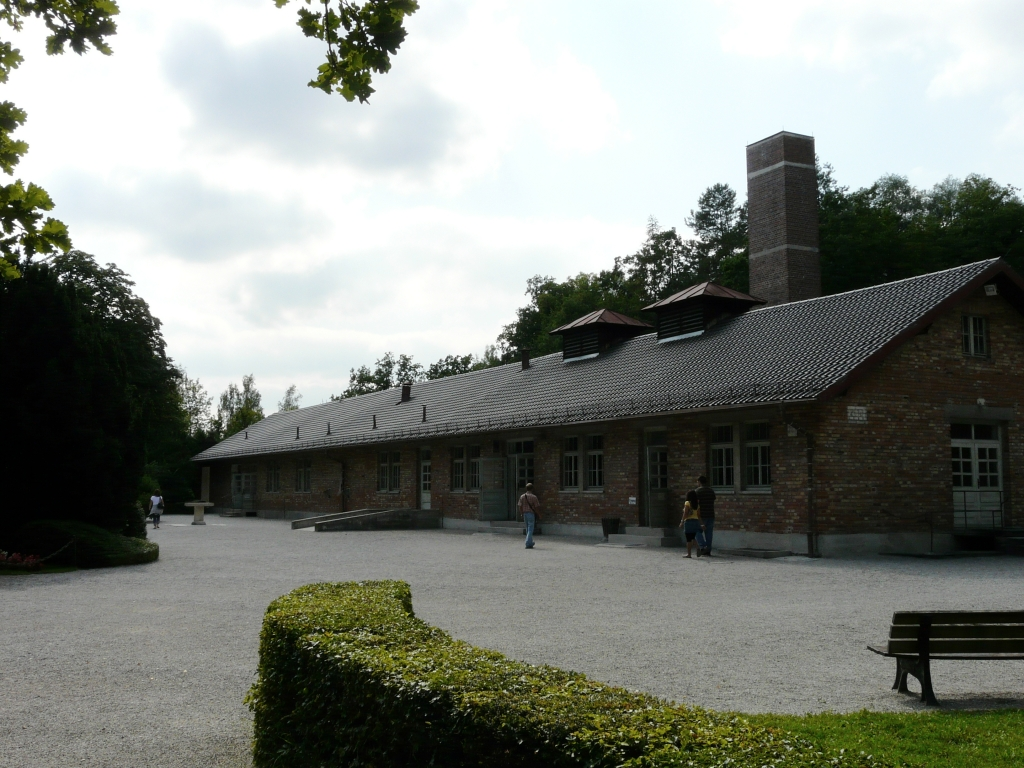
Die Baracke X, auch Block X genannt

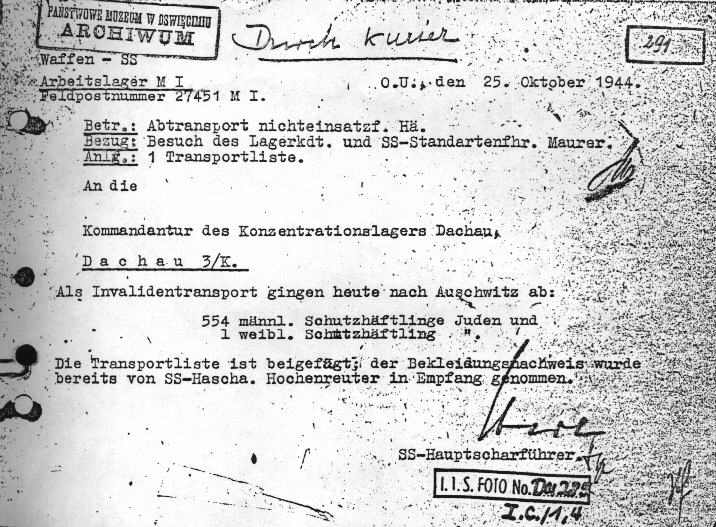
Transportliste von 555 Häftlingen nach Auschwitz, in der NS-Tarnsprache als „Invalidentransport“ bezeichnet

Von Mai 1942 bis April 1943 ließ die Lagerverwaltung gegenüber dem ersten Krematorium ein größeres Gebäude bauen, die sogenannte Baracke X. Neben zwei Eingangsräumen gab es mehrere Leichenräume. Der neue Krematoriumsraum war mit vier Öfen ausgestattet, die von April 1943 bis Februar 1945 zur Einäscherung verwendet wurden. Danach begannen die Massenbestattungen auf dem Friedhof Leitenberg. Ferner enthielt das Gebäude vier Desinfektionskammern für Häftlingskleidung, die seit dem Sommer 1944 in Betrieb waren. Bei einem weiteren Raum war über dem Eingang die Aufschrift „Brausebad“ angebracht. Der Raum war weiß gekachelt, besaß ein Guckloch und 15 simple Duschkopf-Attrappen. An der Außenwand befanden sich zwei blecherne Klappen, die auch das Einschütten von Zyklon B ermöglicht hätten. US-amerikanische Truppen identifizierten diesen Raum am 29. April 1945 als eine Gaskammer.
Es kam im Lager, selbst zu Kriegsende, zu keiner Massentötung durch Gas. Dies wird auch von ehemaligen Häftlingen berichtet: „Als sich nach der Fertigstellung [der Gaskammer] die Befürchtungen, es würde zu Massentötungen kommen, nicht bewahrheiteten, […]“.
Ob einzelne Personen oder eine kleine Gruppe durch Zyklon B oder anderes Gas – beispielsweise Kampfgas – zu Tode kamen, ist nicht nachzuweisen; denn viele Dokumente wurden vor Kriegsende vernichtet. Ein Indiz für Experimente mit Kampfgas liefert der erhalten gebliebene Brief des SS-Arztes Rascher an Himmler vom 9. August 1942: „Wie Sie wissen, wird im KL Dachau dieselbe Einrichtung wie in Linz gebaut. Nachdem die Invalidentransporte sowieso in bestimmten Kammern [gemeint sind Gaskammern] enden, frage ich, ob nicht in diesen Kammern an den sowieso dazu bestimmten Personen die Wirkung unserer verschiedenen Kampfgase erprobt werden kann.“ Ein weiteres Indiz ist die Aussage des Häftlings Frantisek Blaha: „Die Gaskammer wurde im Jahre 1944 vollendet; ich wurde zu Rascher gerufen, um die ersten Opfer zu untersuchen. Von den acht bis neun Personen, die in der Kammer waren, waren drei noch am Leben und die anderen schienen tot zu sein.“
Die Historikerin Barbara Distel urteilt: „Ob die von Rascher vorgeschlagene Kampfgaserprobung realisiert wurde, ist bis heute nicht eindeutig geklärt, nach den Aussagen ehemaliger Häftlinge ist eine derartige Verwendung aber nicht auszuschließen.“
Massentötungen durch Gas fanden in Dachau nachweislich nicht statt. Für Ermordung durch Gas zog es die SS vor, Dachau-Häftlinge in die Gaskammer von Hartheim oder auch nach Auschwitz zu deportieren.

### KZ-Innenkommandos
Die KZ-Häftlinge wurden zur Zwangsarbeit nicht nur im KZ selbst in 34 „Innenkommandos“ eingesetzt, sondern auch in einer weiteren Art von „Innenkommandos“ sehr unterschiedlicher Größe von nur einzelnen bis zu hunderten Häftlingen zu täglichen Arbeitseinsätzen für die jeweilige Schicht in verschiedene Betriebe entsandt, zum Teil zu Fuß, zum Teil per Bahn. Nach der Schicht kehrten diese Häftlinge dieser 45 Kommandos zur Übernachtung in das KZ Dachau zurück.

### KZ-Außenlager
Die 169 Außenlager wiesen kein einheitliches Erscheinungsbild auf. In den KZ-Außenlagerkomplexen Kaufering und Mühldorf oder auch den großen KZ-Außenlagern wie Allach oder Lauingen waren viele tausend KZ-Häftlinge eingesetzt, woanders auch nur einzelne. Dachau war das am weitesten verzweigte Lagersystem des nationalsozialistischen Regimes.
Die Zwangsarbeit in den KZ-Außenlagern erstreckte sich zunächst von Bauarbeiten, etwa in Kiesgruben, Steinbrüchen und im Straßenbau (meist für den SS-eigenen Konzern Deutsche Erd- und Steinwerke) oder bei den Infrastrukturmaßnahmen der Organisation Todt, hin zu landwirtschaftlichen Arbeiten wie der Kultivierung von Mooren. Auch handwerkliche Arbeit wurde verrichtet, meist in SS-eigenen Handwerksbetrieben.
Ab 1942 entstanden Außenlager, um riesige unterirdische Komplexe im Rahmen der sogenannten U-Verlagerung zu errichten, mit dem Ziel die Rüstungsproduktion unterirdisch weiterzuführen, um sie vor Luftangriffen zu schützen. Auf Anforderung wurden KZ-Häftlinge auch als Arbeitskräfte u. a. an BMW, Messerschmitt AG, Reichsbahn, Luftschiffbau Zeppelin, Dyckerhoff & Widmann, Agfa und verschiedene staatliche Stellen ausgeliehen. Etwa 37.000 Häftlinge arbeiteten zu dieser Zeit in den Außenlagern.

## Organisatorische Struktur

### Häftlingsarbeit und Selektion

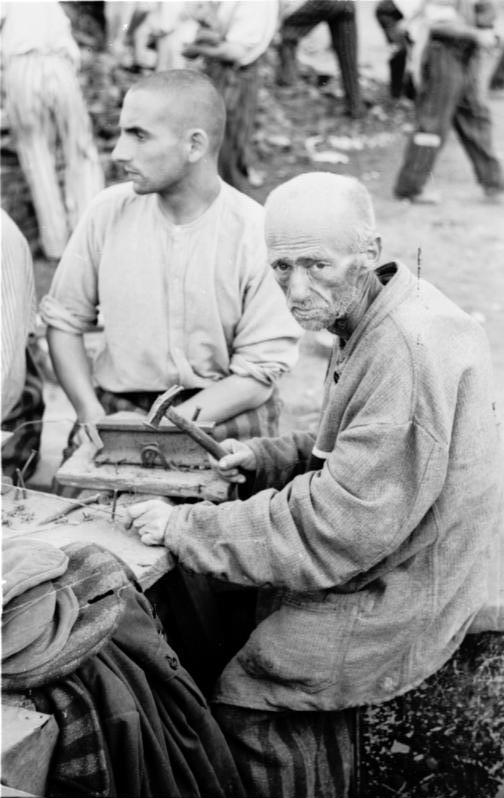
Propagandafoto: Häftlinge bei der Zwangsarbeit (1938)

Laut der Propaganda war Arbeit erstrangig ein Mittel zur politischen Erziehung, damit besserungsfähige Häftlinge in die nationalsozialistische Gesellschaft aufgenommen werden könnten. Jedoch zog die SS aus der Häftlingsarbeit mehr und mehr Gewinn. Die Kultivierung der umliegenden Moore war die anfängliche Häftlingsaufgabe, dies wurde rasch geändert. Die Errichtung handwerklicher Arbeitsstätten – Straßenbau, Maurer, Tischler, Schlosser, Schneider, Schuhmacher, Sattler, Bäcker, Schlachter – versprach mehr Profit bzw. Autarkie. Schon wenige Monate nach Lagereröffnung arbeiteten 1933 bereits 300 Häftlinge für die SS. Es wurden Wohnungseinrichtungen hergestellt, Kleider und Schuhe gefertigt.
Das Lager entwickelte sich zur wirtschaftlichen Basis der SS. Die Handwerkskammer schrieb am 28. November 1933 einen Brief und äußerte ihre Befürchtung, das Lager stelle eine unhaltbare Konkurrenz für andere lokale Handwerker dar. Die politische Polizei antwortete, die Produktion im Lager würde auf jeden Fall weitergeführt werden.
Offiziell zählten die erwirtschafteten Werte zum Staatsbesitz, real nutzten sie Himmlers SS, indem sie die Abhängigkeit von der SA und vom Reichsinnenministerium verringerten. Bis 1940 konnte die SS den vollen Profit der Häftlingsarbeitskraft nutzen. In zahlreichen Fällen kam es bei der Zwangsarbeit zu Erniedrigungen, Misshandlungen und physischer Vernichtung, indem man Häftlinge schikanierte oder zu Tode hetzte. Später, v. a. in den großen Außenlagern, erhöhte sich diese Zahl drastisch.
Kranke und körperlich entkräftete Häftlinge wurden in den Invalidenblock verlegt, von dort erfolgte der Abtransport zu den Tötungsstätten.

### Übungslager

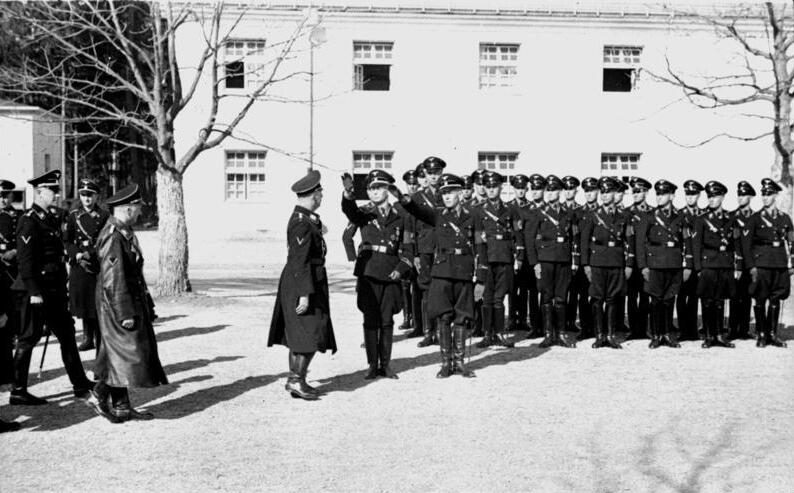
Propagandafoto: Himmler im SS-Bereich des Lagers (1938)

Da Dachau das erste eigenbetriebene Lager der SS war, fand von hier aus der systematische Ausbau des KZ-Systems im Reichsgebiet statt. Die Ausbildung des SS-Personals fand hier statt, zahlreiche spätere KZ-Kommandanten waren anfangs im KZ Dachau als Wachleute eingesetzt.
Auf dem angrenzenden Gelände des im November 1935 in Betrieb genommenen SS-Übungslagers Dachau, das über einen separaten Eingang verfügte, waren sowohl das Stabsgebäude als auch die Unterkünfte der Wachmannschaften in Form der SS-Kaserne untergebracht. Ferner befand sich auf dem Gelände des Übungslagers die SS-Unterführerschule Dachau, deren Stab im Stabsgebäude der SS-Totenkopfverbände untergebracht war.
Dort wurde der Unteroffiziersnachwuchs der „Lager-SS“ herangezogen und ausgebildet. Die Allgemeine SS unterhielt dort ebenfalls eine eigene „Führerschule“. Die benachbarte SS-Verwaltungsschule Dachau diente bis Herbst 1942 zur Ausbildung des Verwaltungskaders und wurde anschließend infolge des Kriegsverlaufs teilweise in die damalige SS-Kaserne nach Arolsen verlegt.
Im Übungslager Dachau wurde das spätere Wachpersonal Dachaus brutalisiert, indem dort strikt nach Eickes Vorgaben („Dachauer Schule“) ausgebildet wurde und die SS-Männer angehalten wurden, im „Lagerdienst“ gegenüber den dortigen „Staatsfeinden“ in Form der Häftlinge aktiv Gewalt auszuüben und brutal gegen diese vorzugehen („Toleranz bedeutet Schwäche“). Die Rekruten lernten demnach, während ihres Einsatzes als Wachpersonal eines Konzentrationslagers tagtäglich Prügelstrafe und Folter anzuwenden. Mit dem dort Erlernten kam das Wachpersonal dann in anderen NS-Lagern zum Einsatz.

### Medizinische Experimente

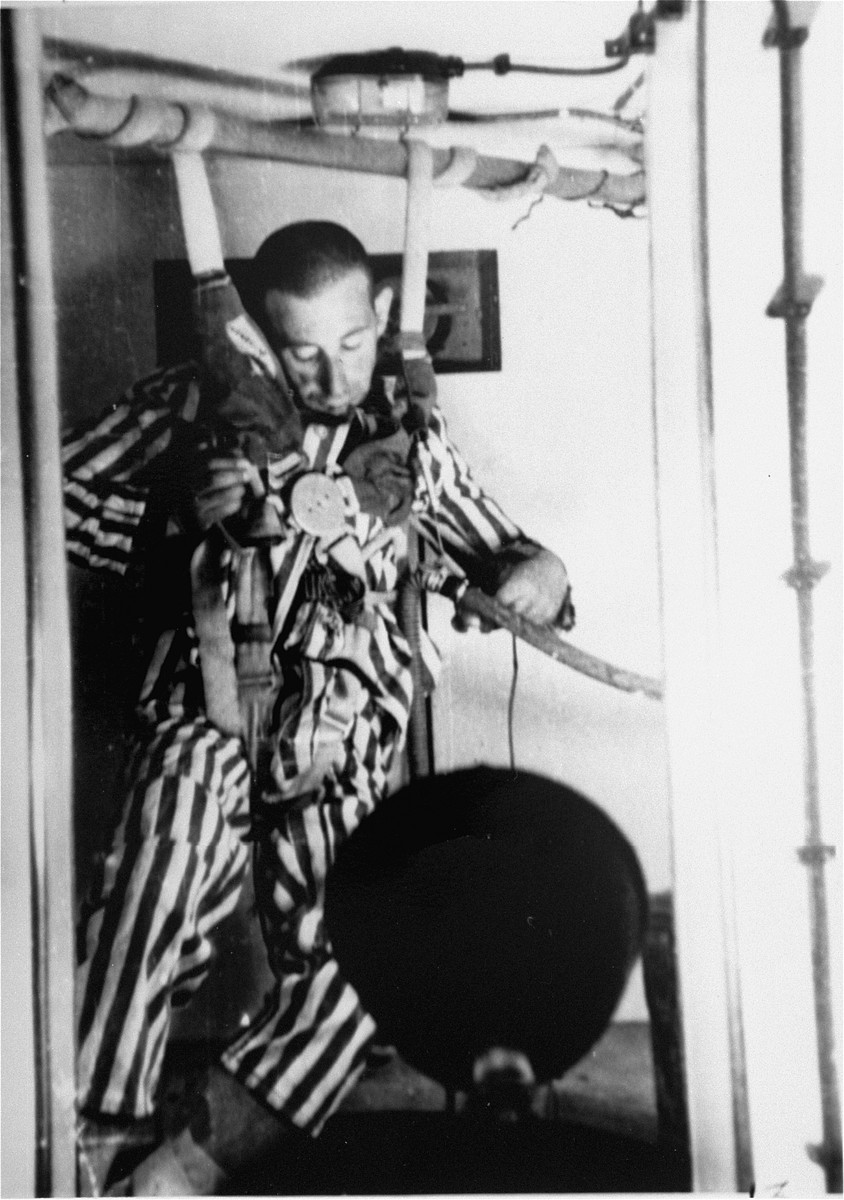
Unterdruckversuch für die Luftwaffe, 1942

Da die SS auch Mediziner ausbildete, um in Kriegszeiten Operationen bei verletzten Soldaten durchzuführen, kam es im Krankenrevier mehrmals zu Operationen aus Übungszwecken. Zudem führten zahlreiche Dachauer SS-Ärzte verschiedene Versuche an Häftlingen durch, zum Beispiel die TBC-Versuchsreihe, Leberpunktionen, Sigmund Rascher führte unter anderem Höhen- und Unterkühlungsversuche durch, Claus Schilling infizierte Häftlinge mit Malaria. Hubertus Strughold, Sigmund Ruff und Rascher führten zudem zu Verhörzwecken Mescalin-Experimente an Insassen aus. Die Versuche waren Teil der sogenannten „luftfahrtmedizinischen Experimente“, bei denen „versuchsweise“ Häftlinge bis zum (genau vermessenen) Eintreten des Todes diversen physiologischen Extrembelastungen ausgesetzt wurden.

### Lagerordnung

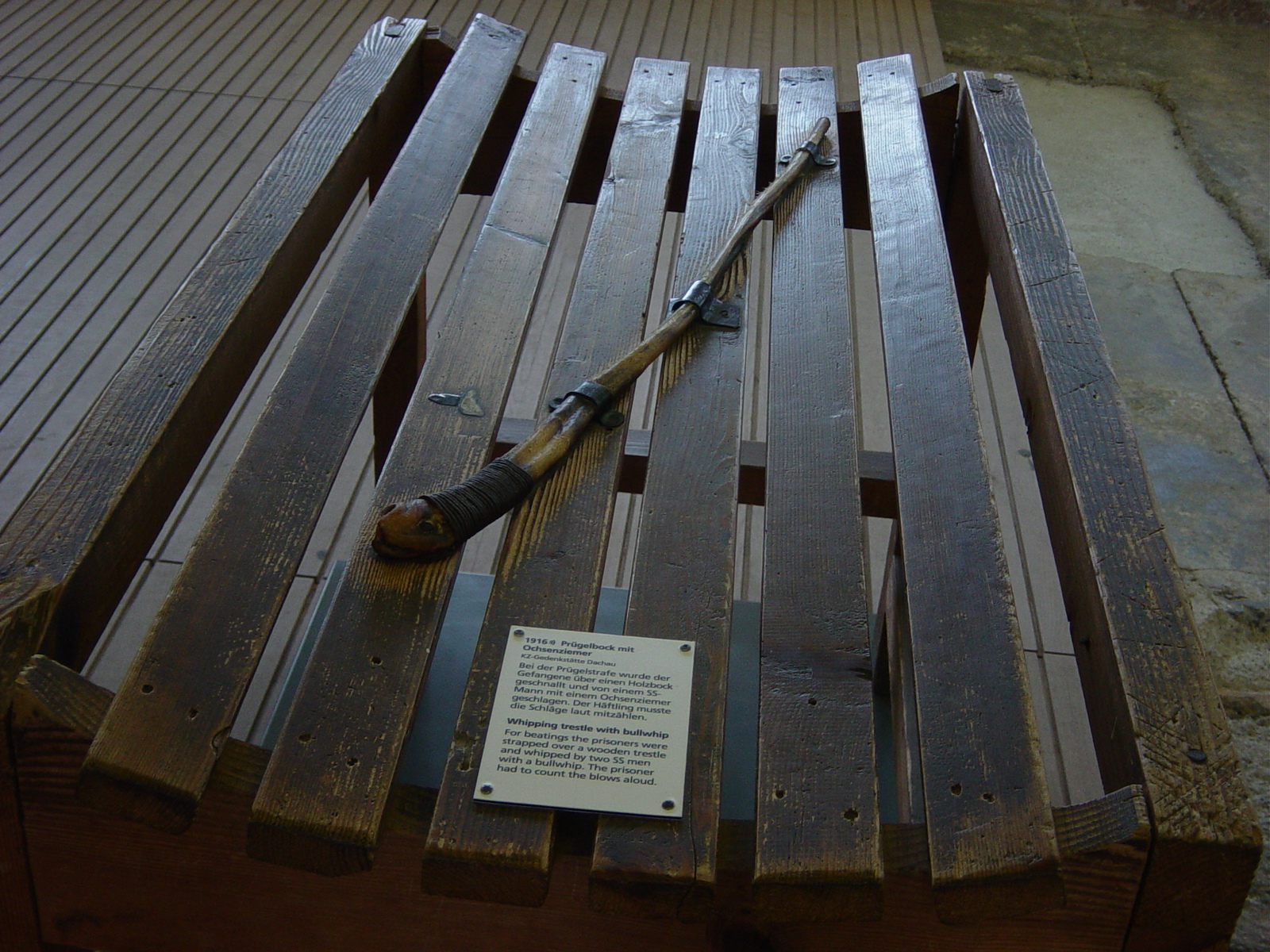
Der Prügelbock, auf dem die Prügelstrafe vollzogen wurde

In fast allen frühen Lagern entstanden Lagerordnungen, die aus den gängigen Vorschriften von Polizei- und Justizgefängnissen abgeleitet waren. Im Lager Dachau war dies völlig anders. Hier teilte Kommandant Wäckerle in der ersten Lagerordnung dem Amt Lagerkommandant die volle Gerichtsbarkeit zu, was ihm juristische Alleinherrschaft einbrachte und damit die weitgreifendste Veränderung war. Ein halbes Jahr später wurde sie am 1. Oktober 1933 in der zweiten Fassung durch Kommandant Eicke verschärft, als weitere Neuerung kamen Körperstrafen hinzu.
Die Lagerordnung wurde ab 1934 für alle Konzentrationslager der SS gültig. Die Hierarchie des SS-Personals legte die IKL fest. Die IKL gab später auch einheitliche Richtlinien für die Prozedur des sogenannten Strafverfahrens in den KZ der SS vor. In der Postenpflicht ließ Himmler niederschreiben, auf Häftlinge müsse ohne Aufruf und ohne warnenden Schreckschuss sofort geschossen werden. Bei den zahlreichen unnatürlichen Todesfällen lautete häufig der Erklärungsversuch, man habe Häftlinge bei einem angeblichen Fluchtversuch erschossen.

#### Funktionshäftlinge
Die Methode „teile und herrsche“ wurde durch eine abgestufte Häftlingsselbstverwaltung im Lager angewandt. Die SS ernannte Häftlinge zu Aufsehern über Pflichten. Sobald sie ihre Aufgabe nicht zur Zufriedenheit erledigten, verloren sie ihren Status wieder. Dann hatten sie Reaktionen anderer Mithäftlinge zu fürchten. Die SS nötigte Funktionshäftlinge, andere Häftlinge einem strengen Reglement zu unterwerfen, beispielsweise hinsichtlich der Ordnung und Reinlichkeit in Baracken und bei Kleidung. Kleine Vergehen wurden schwer bestraft.
Einer der gefürchtetsten Funktionshäftlinge war Johan Meansarian; er wurde nach der Befreiung des Lagers von US-Soldaten erschossen. Dachau war in den zwölf Jahren seiner Existenz durchgehend ein politisches Lager. Die von Häftlingen besetzbaren Positionen blieben in Händen politischer Gefangener; diese waren seit Beginn der NS-Zeit und damit am längsten inhaftiert.

#### Lagerterminologie
Die SS gebrauchte im internen Schriftverkehr die Abkürzung KL; auch in damaligen Zeitungsberichten wurde diese Abkürzung verwendet. Dem Zeitzeugen Eugen Kogon zufolge verwendete die SS nach außen bevorzugt das härter und bedrohlicher klingende Kürzel „KZ“. Da sämtliche Konzentrationslager der SS unterstanden, prägte sich die ungewöhnliche Abkürzung ein.
Gemäß amtlicher Definition des NS-Regimes galten als Konzentrationslager nur jene, die dem Befehl der SS unterstanden. Die SS regierte hier willkürlich und ohne rechtliche Einschränkung. Andere Haftstätten, die nicht im Zuständigkeitsbereich der SS lagen, trugen in der nationalsozialistischen Terminologie Bezeichnungen wie Arbeitserziehungslager.

## Propaganda
Himmler und die NSDAP betrieben mit dem „Vorzeigelager Dachau“ eine kalkulierte Propaganda, um der „Gräuelpropaganda des Auslands“ entgegenzuwirken (→ Potemkinsches Dorf). Auch mit dem „Vorzeigelager“ Theresienstadt betrieb die SS später Propaganda: Prominente jüdische Häftlinge wurden zur Teilnahme an Propagandafilmen gezwungen und anschließend in Vernichtungslager deportiert.

## Die Opfer

### Häftlingsgruppen

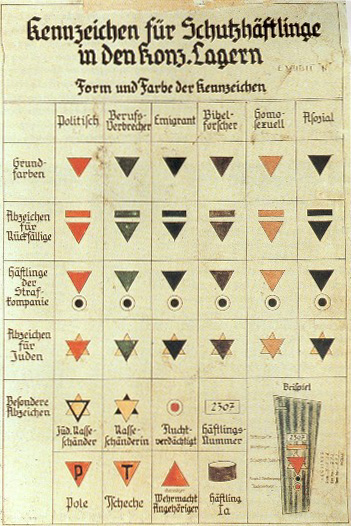
Kennzeichnung für Häftlinge; Ausbildungsmaterial für SS-Wachmannschaften

Die Kennzeichnung der Häftlingsgruppen systematisierte der Kommandant SS-Oberführer Loritz. Es waren kleine Dreiecke aus Stoff, so genannte Winkel, die auf die Häftlingsuniform genäht wurden. Die Hauptgruppen unterschieden sich durch die Farbe der Dreiecke.
Zusätzlich bekam jeder Inhaftierte eine Nummer auf die Kleidung genäht. Bei den Häftlingsnummern lief die erste Serie von Nr. 1 bis 37.575 vom 22. März 1933 bis zum 31. März 1940. Die zweite Serie lautete Nr. 1 bis 161.896, beginnend vom 1. April 1940 bis zum 28. April 1945.

### Häftlinge
Insgesamt waren etwa 200.000 Häftlinge in Dachau inhaftiert, darunter zahlreiche bekannte Persönlichkeiten wie Bürgermeister, Kommunalpolitiker oder Reichstagsabgeordnete aller Parteien. Viele Verleger von Zeitungen und Zeitschriften fanden sich in der Häftlingsliste, ebenso bekannte – und damit einflussreiche – Schriftsteller und Adelige. Auch andere öffentlichkeitswirksame Berufe waren betroffen: Musiker, Komponisten und Juristen. Eine weitere Sonderstellung des Lagers war, dass ab Ende 1940 inhaftierte Geistliche verschiedener Konfessionen aus anderen Lagern nach Dachau verbracht und im dortigen Pfarrerblock inhaftiert wurden.

### Todesopfer

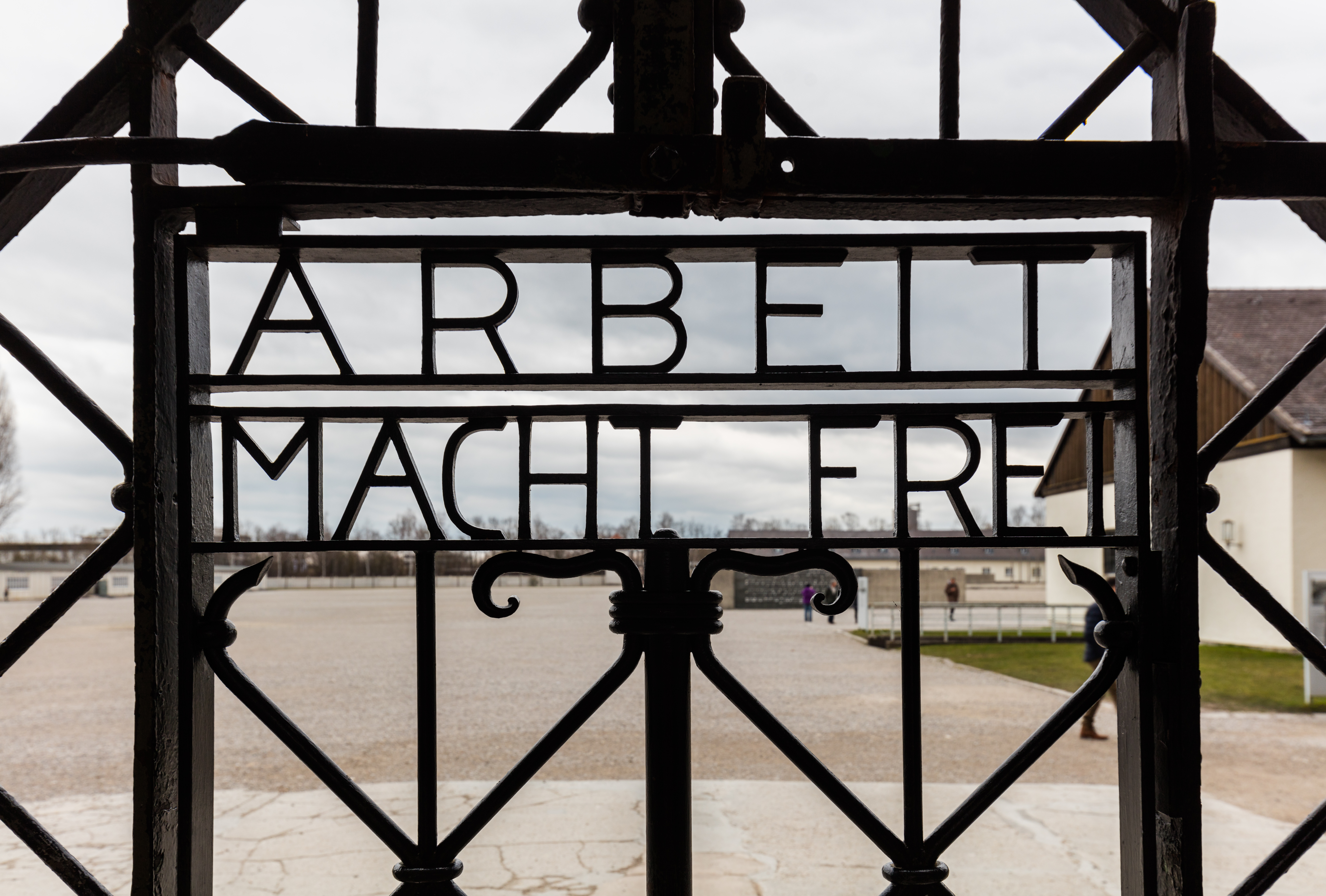
Tor im KZ Dachau mit Inschrift Arbeit macht frei

Die erhalten gebliebenen Dokumente der Standesämter und des nach Kriegsende eingerichteten Sonderstandesamt Bad Arolsen belegen schriftlich 32.009 Sterbefälle. Jedoch muss beachtet werden, dass das lagereigene Standesamt Todesfälle nur bis zum 20. April 1945 dokumentierte. Die SS vernichtete viele Akten, auch dokumentierte sie nicht sämtliche Todesfälle und Morde, beispielsweise exekutierte die SS sowjetische Kriegsgefangene. Kurz vor der Befreiung kam es bei den Häftlingsmärschen aus dem Lager zu zahlreichen Toten, die ebenfalls nicht amtlich registriert wurden. Die heutige historische Forschung geht von etwa 41.500 Todesopfern aus.

## Wachmannschaften und Kommandantur

### Zuständigkeiten
Von Inbetriebnahme des Lagers Dachau bis zum 11. April 1933 betrieb die bayerische Landespolizei (2. Polizei-Hundertschaft, das Kommando hatte Polizei-Hauptmann Schlemmer) das KZ, danach übernahm die SS die Überwachung des Lagers. Für die Bewachung aller späterer KZ waren die SS-Totenkopfverbände zuständig. Diese eigens dafür geschaffenen Einheiten der SS wurden im KZ Dachau ausgebildet (siehe hierzu auch den Artikel SS-Unterführerschule Dachau). Das SS-Personal wohnte auf dem direkt anschließenden SS-Gelände. Der für die Bewachung des KZ Dachau zuständige SS-Totenkopfverband war die SS-Totenkopf-Standarte I „Oberbayern“, aus der im Oktober 1939 die spätere Waffen-SS Division „Totenkopf“ aufgestellt wurde. Nach der Umgliederung wurde die SS-Standarte in Dachau in SS-Totenkopf-Rekruten-Standarte „Oberbayern“ umbenannt.
Zweiter Kommandant, ab Ende Juni 1933 bis 7. Juli 1934, war Theodor Eicke. Er wurde nach seinem Mord an dem SA-Führer Röhm befördert und Chef der SS-Inspektion der Konzentrationslager (zuständig für alle Konzentrationslager). Er erließ Bestimmungen, die praktisch in allen KZ umgesetzt wurden. Als Kommandanten folgten ihm Heinrich Deubel, Hans Loritz, Alex Piorkowski, Martin Weiß und Eduard Weiter (1. Oktober 1943 bis 26. April 1945).
Nach ihm übergab am 29. April SS-Untersturmführer Heinrich Wicker (Jg. 1921) das Lager an die US-Truppen.

### Dachauer Prozesse

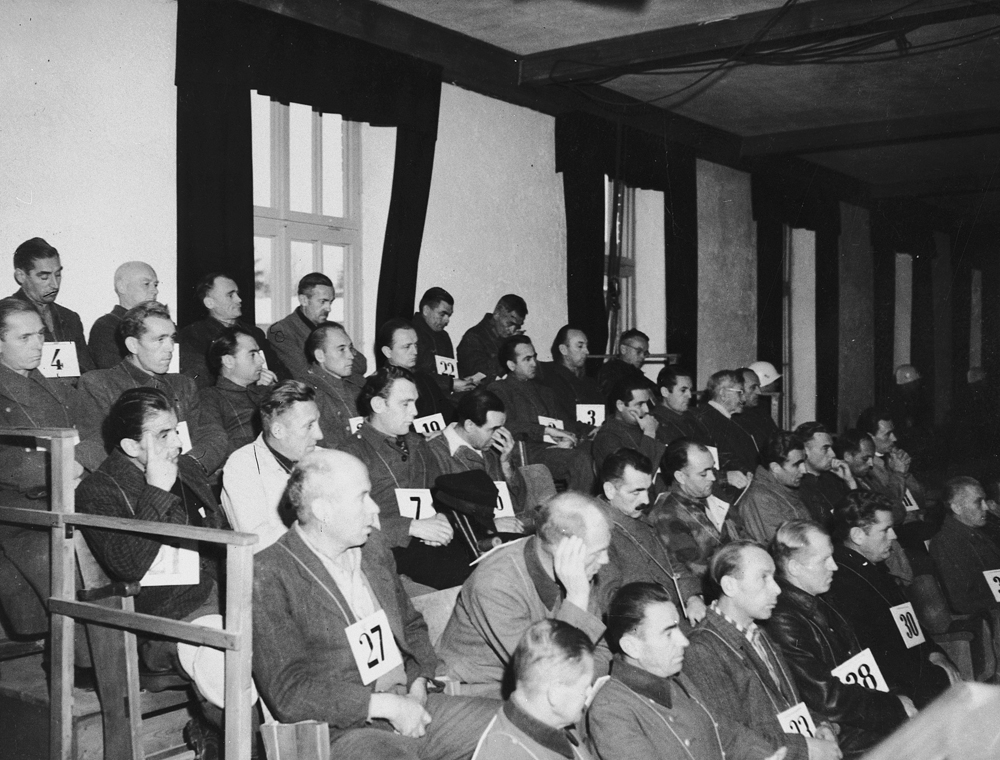
Hauptangeklagte im Dachau-Hauptprozess (15. November 1945)

Das US-Militär nutzte das ehemalige Häftlings-Lager und die SS-Kasernen für die Inhaftierung von NSDAP-Funktionären und Angehörigen der SS. In Dachau wurden insgesamt 489 Verfahren, die Dachauer Prozesse als Militärgerichtsprozesse durchgeführt.
Der erste Prozess, der Dachau-Hauptprozess (United States of America v. Martin Gottfried Weiss et al.), richtete sich gegen Teile der Mannschaft des KZ Dachau und wurde vom 15. November bis zum 13. Dezember 1945 durchgeführt. Auch so genannte KZ-Ärzte und Otto Schulz als Vertreter der Deutschen Ausrüstungswerke (DAW, Ausbeutung der Sklavenarbeit) standen dort unter Anklage. Alle 40 Beklagten wurden für schuldig befunden und 36 von ihnen zum Tode verurteilt; 28 wurden 1946 im Landsberger Gefängnis gehängt. Dem Dachau-Hauptverfahren schlossen sich 121 Folgeprozesse mit etwa 500 Beschuldigten an.
Zahlreichen SS-Männern war es jedoch gelungen, über die Rattenlinien ins Ausland zu fliehen.

## Gedenkstätten und Gedenkstättenarbeit

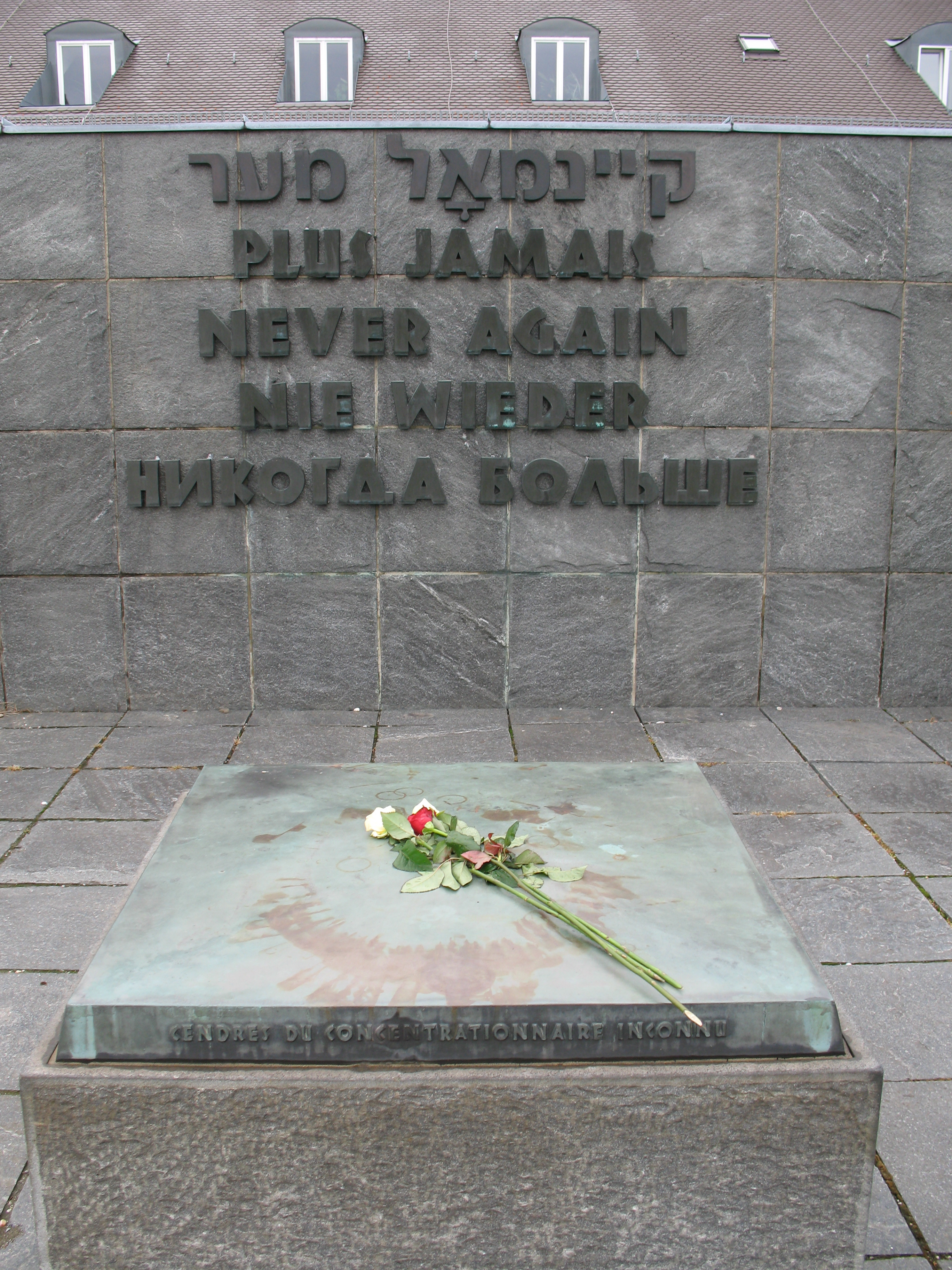
Gedenkstein und Aufschrift „Nie wieder“

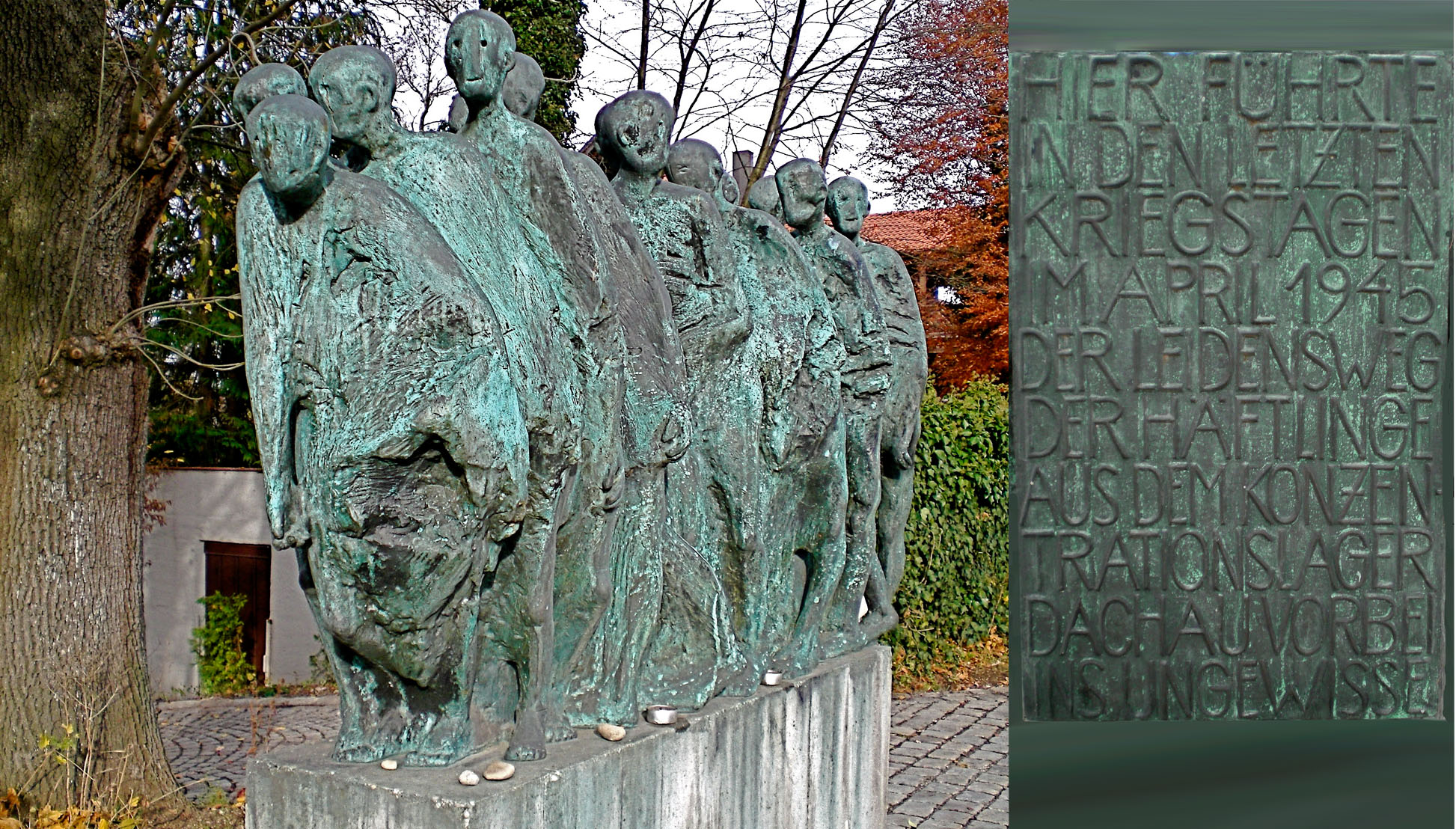
Todesmarsch aus dem KZ Dachau (Bronze-Skulptur des Bildhauers Hubertus von Pilgrim)

1963 unterzeichneten Konrad Adenauer und Charles de Gaulle den deutsch-französischen Freundschaftsvertrag. Die deutsche Bundesregierung verpflichtete sich, die Grabstätten ehemaliger Häftlinge zu erhalten.
1965 wurde die KZ-Gedenkstätte Dachau errichtet. Mit Ausnahme der verschiedenen Einrichtungen in kirchlicher Trägerschaft auf dem Gelände befinden sich Grundstücke und Liegenschaften des eigentlichen Lagers, einige Außenstellen sowie umfangreiche Ausstellungs- und Archivbestände in der Trägerschaft der 2003 eingerichteten Stiftung Bayerische Gedenkstätten.
Die erhalten gebliebenen Gebäude des SS-Bereichs nutzte nach dem Krieg zunächst die US-amerikanische Armee. Im 21. Jahrhundert dient es der bayerischen Bereitschaftspolizei und ist der Öffentlichkeit nicht zugänglich.
Im Jahr 1996 wurde der 27. Januar als nationaler Gedenktag für die Opfer des Nationalsozialismus festgelegt. Seit 2005 ist der 27. Januar auch internationaler Gedenktag.
In der Nacht vom 15. auf den 16. September 2001 wurden Rück- und Seitenwände der beiden rekonstruierten Häftlingsbaracken auf ganzer Länge mit zahlreichen antisemitischen, antiisraelische und antiamerikanischen Parolen beschmiert. Die bis heute unbekannten Täter waren wahrscheinlich die ganze Nacht in aller Ruhe am Werk, da es auf dem Gelände weder einen nächtlichen Wachdienst gab noch Alarmeinrichtungen vorhanden waren.
Am 65. Jahrestag der Befreiung nahm am 2. Mai 2010 erstmals ein amtierender deutscher Bundespräsident (Horst Köhler) an der Gedenkfeier in der KZ-Gedenkstätte Dachau teil. Zum 70. Jahrestag hielt die deutsche Bundeskanzlerin Angela Merkel am 3. Mai 2015 eine Rede.
In der Nacht zum 2. November 2014 wurde die Original-Eingangstür mit der zynischen Aufschrift Arbeit macht frei von unbekannten Tätern entwendet. Die Diebe konnten zwar trotz intensiver Fahndungsarbeit bisher nicht ermittelt werden, die Tür jedoch wurde nach einem anonymen Hinweis in der norwegischen Stadt Bergen aufgefunden.
Am 22. Februar 2017 kehrte die Tür nach Dachau zurück. Sie ist in der Dauerausstellung des Museums in einer alarmgesicherten und klimatisierten Vitrine zu sehen.

## Medien

### Graphic Novel
- Guy-Pierre Gautier, Tiburce Oger: Überleben in Dachau, Bahoe Books, Wien 2020, ISBN 978-3-903290-20-4

### Filme
Spielfilme mit historischem Bezug
- Der neunte Tag. Spielfilm, Deutschland, 2004, Regie: Volker Schlöndorff.

Dokumentarfilme
- Knut Karger (Regie, Drehbuch): KL Dachau. Zweiteiliger Dokumentarfilm, 2019, 89 Min., BR für die ARD, Deutschland. Der Film kann unter anderem im Kinosaal des KZ Dachau bei einer Besichtigung angeschaut werden.
- Der Priesterblock. Dokumentarfilm, Deutschland, 2005, Regie: Max Kronawitter. Der Film berichtet über den Pfarrerblock (KZ Dachau) mit Interviews und einzelnen Szenen aus dem Spielfilm Der neunte Tag.[87]
- Hafners Paradies. Dokumentarfilm, Deutschland, 2007, Regie: Günter Schwaiger. Der Film schildert die Begegnung des ehemaligen Häftlings Hans Landauer mit dem ehemaligen SS-Mann Paul Hafner.
- Der weiße Rabe. Dokumentarfilm, 2009, über den ehemaligen Häftling Max Mannheimer.
- Geboren im KZ. Dokumentarfilm, 2010. Geschichte zweier Jüdinnen, die im letzten Kriegswinter im KZ-Außenlager Kaufering Kinder zur Welt brachten.

### Foto-Archiv der Bayerischen Staatsbibliothek
- Inszenierte Propagandafotos. Fotograf: Heinrich Hoffmann, Juni 1933
  - Häftlinge erbauen ein Schwimmbecken, Ansicht des Lagers Dachau, Wachmannschaften, Häftlinge beim Eisstockschießen, Eisstockschießen 2, Eisstockschießen 3, Eisstockschießen 4, Häftling auf dem Eis, Erbau Wessel-Denkmal
- Heimliche Fotoaufnahmen (Fotografierverbot), Umgebung Dachau, Kriegsalltag 1943.
  - Kriegsalltag 1943, +, +, +, +, +, +, +
- Fotos: Prozess gegen SS-Wachmannschaft, Dezember 1945.
  - Identifizierung des KZ-Personals, Krematoriumsöfen mit Kränzen